# East Village
El East Village es un barrio del lado Este del Bajo Manhattan, en la ciudad de Nueva York. Está definida, a grandes rasgos, como la zona al este del Bowery y la Tercera Avenida, entre la calle 14 al norte y la calle Houston al sur. El East Village contiene tres subsecciones: 
- Alphabet City, cuyo nombre hace referencia a que sus avenidas están nombradas con letras. Este barrio se ubica al este de la Primera Avenida.
- Little Ukraine, cerca a la Segunda Avenida y las calles 6 y 7;
- el Bowery, ubicado alrededor de la calle del mismo nombre.

Inicialmente, lo que hoy es el East Village estuvo ocupado por nativos de la tribu lenape. Luego fue dividido en plantaciones por los colonos holandeses. Durante los primeros años del siglo XIX, el East Village albergó muchas de las propiedades más opulentas de la ciudad. Para mediados de ese siglo, recibió una gran cantidad de población inmigrante para incluir lo que en otro tiempo era conocido como el barrio Little Germany y fue considerado parte del cercano Lower East Side. Para fines de los años 1960, muchos artistas, músicos, estudiantes y hippies empezaron a mudarse al barrio y el East Village recibió su propia identidad. Desde por lo menos los años 2000, la gentrificación ha cambiado el carácter del barrio.
El East Village forma parte del Distrito Comunal n.º 3 de Manhattan y sus principales códigos postales son 10003 and 10009. Se encuentra patrullada por el 9° Precinto del Departamento de Policía de Nueva York. 

## Historia

### Desarrollo temprano

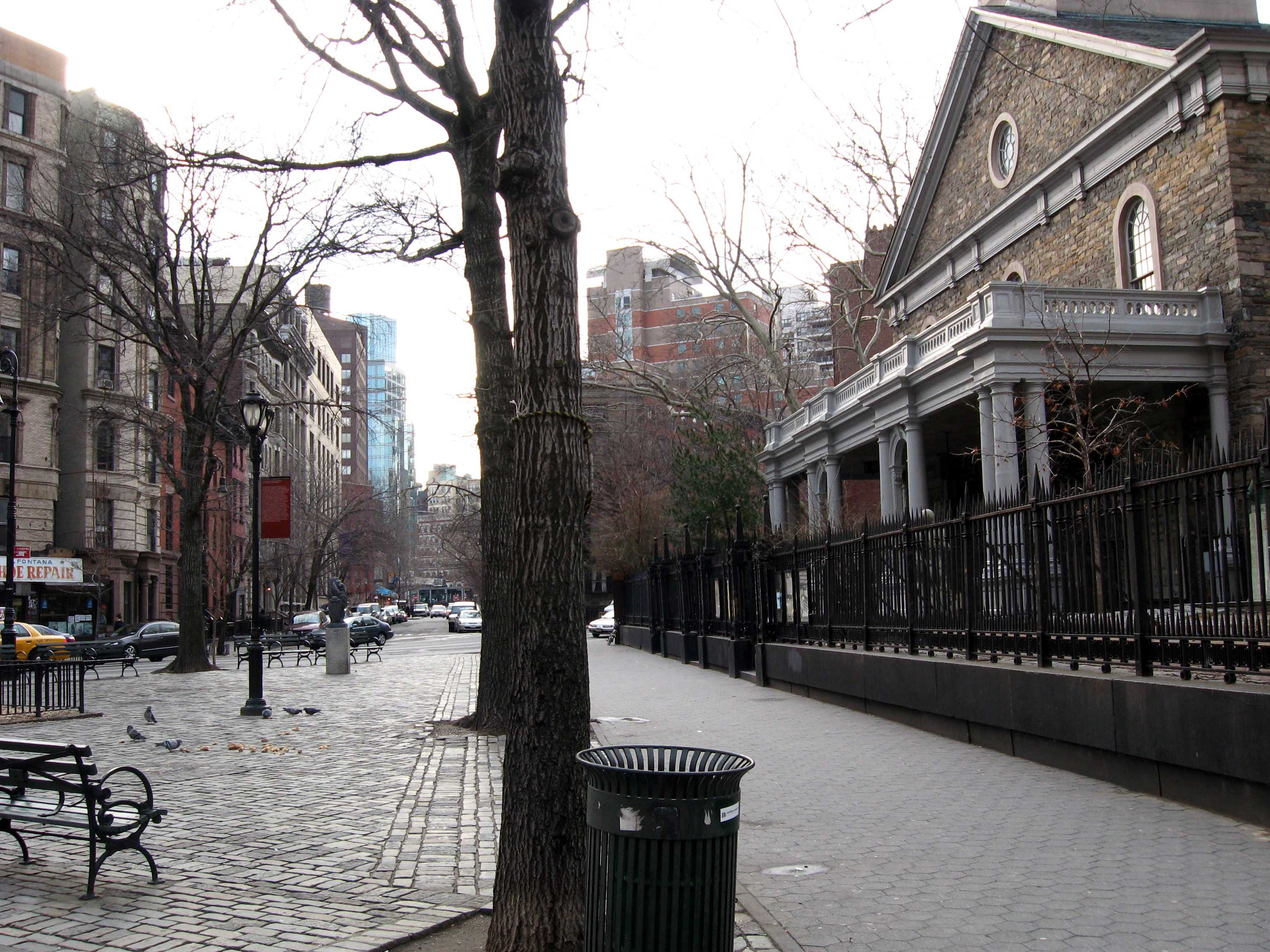
Stuyvesant Street, una de las calles más antiguas del barrio, en frente de la iglesia de San Marcos en el Bowery. Sirvió como un límite entre las plantaciones 1 y 2 de propiedad de Peter Stuyvesant.

El área que hoy forma el East Village estaba ocupada originalmente por la tribu lenape. Los lenape se trasladaban según las estaciones. Se acercaban a la costa para pescar durante los veranos y se retiraban al interior de la isla para cazar y cultivar durante el invierno y el otoño. Manhattan fue adquirido en 1626 por Peter Minuit, de la Compañía Neerlandesa de las Indias Occidentales, que ocupó el cargo de director-general de los Nuevos Países Bajos.
La población de la colonia neerlandesa de Nueva Ámsterdam se ubicó principalmente en lo que actualmente es la calle Fulton, mientras que al norte de ese límite se extendía un número de pequeñas plantaciones y grandes granjas que eran llamadas bouwerij (luego fue anglificado a boweries; en neerlandés moderno: boerderij). Alrededor de estas granjas hubo un número de enclaves de africanos libres o "medianamente libres", que servían como un espacio de amortiguación entre los neerlandeses y los nativos americanos. Uno de los más grandes de estos se ubicaba a lo largo del actual Bowery entre Prince Street y Astor Place, que sería el único enclave de este tipo en Manhattan. Estos granjeros negros fueron algunos de los primeros habitantes de esta área.: 769–770 
Hubo muchas boweries en lo que es hoy el East Village. La Bowery n.º 2 tuvo varios poseedores antes que la mitad este del territorio sea subdivido y entregado a Harmen Smeeman en 1647. Peter Stuyvesant, el director-general de los Nuevos Países Bajos, fue propietario de la adyacente bowery n.º 1 y compró la n.º 2 en 1656 para su granja. La mansión de Stuyvesant, también llamada Bowery, se encontraba cerca de lo que hoy es la calle 10, entre las avenidas Segunda y Tercera. A pesar de que la mansión se quemó en la década de 1770, su familia mantuvo el terreno durante más de siete generaciones hasta que un descendiente empezó a vender parcelas de la propiedad a inicios del siglo XIX.
La bowery n.º 3 se ubicaba cerca de lo que hoy es la calle 2, entre la Segunda Avenida y la actual calle Bowery. Perteneció a Gerrit Hendricksen en 1646 y luego fue transferida a favor de Philip Minthorne en 1732. Las familias Minthorne y Stuyvesant tuvieron esclavos en sus granjas. De acuerdo a un documento de 1803, los esclavos de Stuyvesant eran enterrados en un cementerio en la iglesia de San Marcos en el Bowery. La propiedad de Stuyvesant luego se expandió para incluir dos mansiones de estilo georgiano: la Bowery House al sur y Petersfield al norte.
Muchas de estas granjas se convirtieron en propiedades ricas a mediados del siglo XVIII. Las familias Stuyvesant, DeLancey, y Rutgers llegarían a ser dueñas de casi todos los terrenos en el Lower East Side, incluyendo las porciones que luego se convertirían en el East Village. Para finales del siglo XVIII, los propietarios de terrenos en el Bajo Manhattan empezaron a tener sus terrenos medidos para facilitar la futura expansión de la ciudad mediante un plan hipodámico. El terreno de Stuyvesant, medido entre los años 1780 o 1790s, fue planeada para ser desarrollada con una grilla de calles alrededor de Stuyvesant Street, una calle que recorre de oeste a este. Esto contrastó con el sistema de calles que fue finalmente establecido por el Plan de los Comisionados de 1811, que se orienta unos 28.9 grados en el sentido de las agujas del reloj. Stuyvesant Street fue el límite entre los antiguos boweries 1 y 2 y la grilla que le rodea incluye cuatro calles de van de norte a sur y nueve que van de oeste a este.
Debido a que cada propietario realizó su propia medición, hubo muchas grillas de calles que no se alinearon entre ellas. Varias leyes estatales, aprobadas en la década de 1790, dieron a la ciudad de Nueva York la capacidad de planear, abrir y cerrar calles. El plan final, publicado en 1811, resultó en la actual grilla de calles al norte de la calle Houston y muchas de las calles en el moderno East Village fueron diseñadas conforme a este plan con excepción de Stuyvesant Street. Las avenidas que recorren de norte a sur en el Lower East Side  se terminaron en la década de 1810, y las que van de este a oeste, en la de 1820.

### Vecindario de clase alta
El plan de los comisionados y la grilla de calles resultante fue el catalizador de la expansión de la ciudad hacia el norte, y por un corto período, la porción del Lower East Side que es hoy el East Village fue uno de los vecindarios residenciales más adinerados de la ciudad. Bond Street entre el Bowery y Broadway, al oeste del East Side dentro de lo que actualmente es el barrio de NoHo, fue considerada la calle más exclusiva de la ciudad en los años 1830, con estructuras tales como el Colonnade Row de estilo neogriego y las casas adosadas de estilo federal. La naturaleza prestigiosa del vecindario se puede atribuir a varios factores, incluido un aumento en el comercio y la población luego de la apertura del Canal de Erie en la década de 1820.
Tras el trazado de las calles, el desarrollo de las casas adosadas llegó al East Side y al NoHo a partir de 1830. Un grupo de casas adosadas de estilo federal fue construido en la década de 1830 por Thomas E. Davis en la calle 8, entre las avenidas Segunda y Tercera. La cuadra fue renombrada como "St. Mark's Place" y es una de las pocas casas adosadas que se mantienen en el East Village. En 1833, Davis y Arthur Bronson compraron toda la cuadra de la calle 10 desde la avenida A hasta la avenida B. La cuadra estaba junto al Tompkins Square Park, ubicado entre las calles 7 y 10 desde las avenidas A a B, abierto ese mismo año.
A pesar de que el parque no estaba en el plan original de 1811, parte del terreno entre las calles 7 y 10 al este de la Primera Avenida fue separado para un mercado que finalmente nunca se construyó. Se construyeron casas adosadas de dos pisos y medio a tres pisos en ambos lados de las calles por los desarrolladores Elisha Peck y Anson Green Phelps; Ephraim H. Wentworth; y Christopher S. Hubbard y Henry H. Casey.
También se construyeron mansiones en el East Side. Una propiedad notable fue el desarrollo de doce casas, denominado Albion Place, ubicado en la calle 4, entre el Bowery y la Segunda Avenida, construido por Peck y Phelps en 1832–1833. La Segunda Avenida también tuvo su propia concentración de mansiones, aunque muchas residencias de esa avenida eran casas adosadas construidas por terratenientes especuladores, incluida la Casa Isaac T. Hopper. Un artículo del New York Evening Post en 1846 dijo que la Segunda Avenida se iba a convertir en una de "las dos grandes avenidas para residencias elegantes" en Manhattan, siendo la otra la Quinta Avenida.
También fueron construidos dos cementerios en el East Side: el New York City Marble Cemetery, construido en 1831 sobre la calle 2 entre las avenidas Primera y Segunda;: 1  y el New York Marble Cemetery, construido en 1830 en los lotes traseros de la manzana al oeste de la anterior.: 1  Siguiendo el rápido crecimiento del vecindario, el cuartel 17 de Manhattan fue dividido del cuartel 11 en 1837. La antigua área abarcaba desde la avenida B al Bowery mientras que la recién creada cubría desde la avenida B hasta el Río East.

### Vecindario de inmigrantes

#### SigloXIX

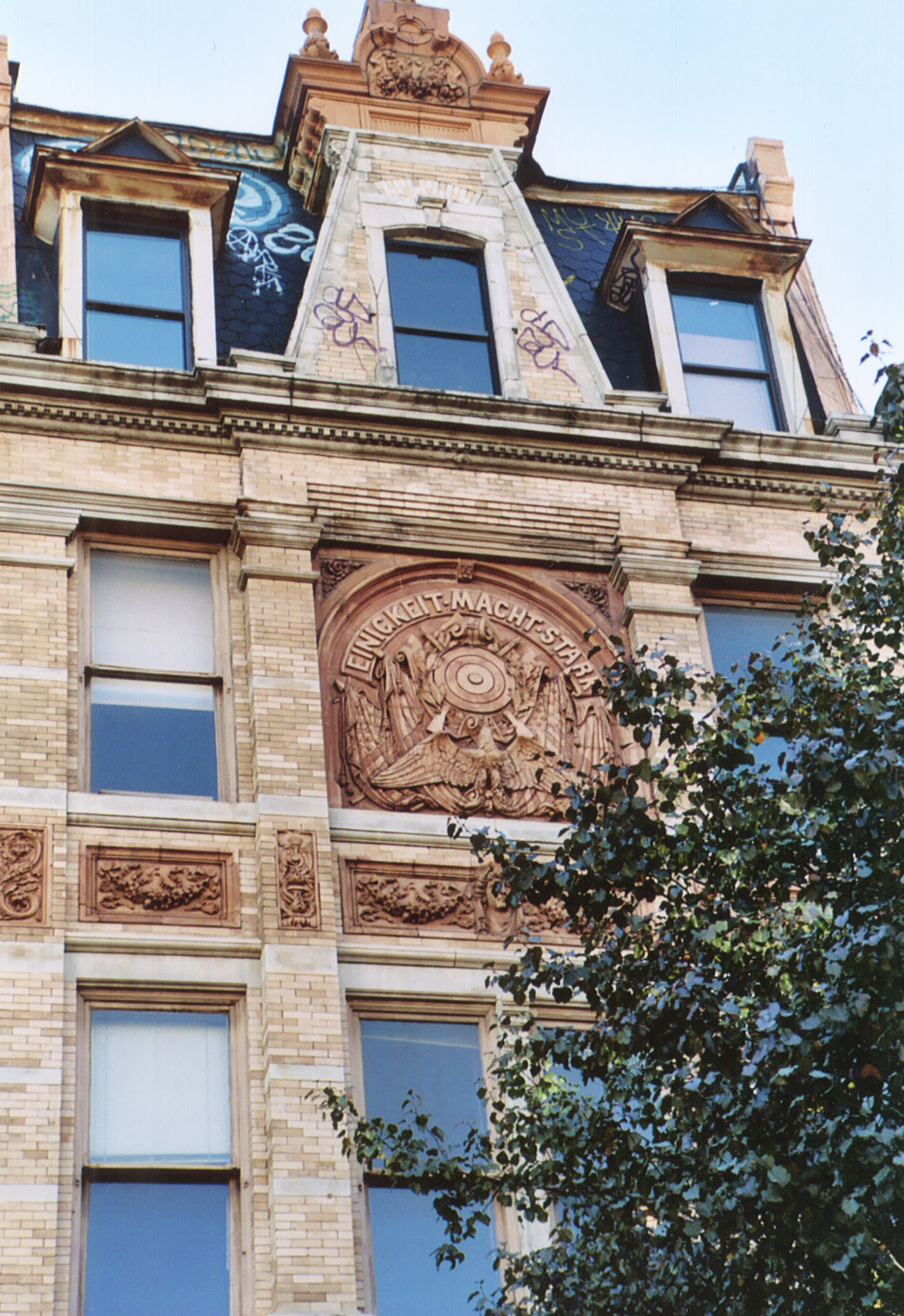
Antigua Sede de la German-American Shooting Society en el número 12 de St. Mark's Place (1885), parte de Little Germany

Para mediados del siglo XIX, muchos de los habitantes más ricos continuaron mudándose al norte hacia el Upper West Side y el Upper East Side.: 10  Algunas familias ricas se quedaron y un observador notó en los años 1880 que esas familias "miraban con desdén a los advenedizos de la Quinta Avenida". En general, sin embargo, la población más rica del vecindario empezó a declinar a medida que muchos se mudaron al norte. Por su parte, los inmigrantes de Irlanda, Alemania y Austria se mudaron a las casas adosadas y mansiones.
La población del cuartel 17 de Manhattan, que incluía la parte occidental del actual East Village y el Lower East Side, aumentó de 18 000 personas en 1840 a más de 43 000 en 1850, y casi se volvió a duplicar a 73 000 personas en 1860, convirtiéndose en el cuartel más poblado de la ciudad en ese tiempo.: 29, 32  Como resultado del Pánico de 1837, la ciudad experimentó menos construcción que en los años anteriores y así hubo una escasez de unidades inmobiliarias disponibles para inmigrantes, causando la tugurización de muchas casas en el Bajo Manhattan.
Otra solución fueron las novedosas tenant houses (casas de vecindad), o conventillo, dentro del East Side.: 14–15  Varios de esos edificios fueron construidos por la familia Astor y Stephen Whitney. Los constructores rara vez se involucraban en la operación diaria de los conventillos y usualmente subcontrataban caseros (muchos de ellos inmigrantes o hijos de inmigrantes) para administrar cada edificio. Muchos conventillos fueron erigidos con habitaciones de 7.6 metros por 7.6 metros, antes de que la legislación pertinente fuera aprobada en la década de 1860.
Para atender asuntos sobre inseguridad e insalubridad, se aprobó un segundo grupo de leyes en 1879, requiriendo que cada habitación tuviera ventanas, llevando a la creación de pozos de ventilación entre cada edificio. Los conventillos que fueron construidos conforme a las especificaciones legales fueron llamados Old Law Tenements. Diversos movimientos de reforma, tales como el iniciado por el libro Cómo vive la otra mitad, de Jacob Riis, continuaron el intento de aliviar los problemas del área a través de casas de asentamiento, como la Henry Street Settlement, y otras organizaciones de bienestar y servicio.: 769–770 
Debido a que muchos de los nuevos inmigrantes eran germanoparlantes, la moderna East Village y el Lower East Side colectivamente empezó a hacerse conocido como Little Germany (en alemán: Kleindeutschland).: 29  El vecindario tuvo la tercera población urbana más grande de alemanes luego de Viena y Berlín. Era el primer vecindario con idioma extranjero de los Estados Unidos; en este período se establecieron cientos de clubes políticos, sociales, deportivos y recreacionales. Se construyeron numerosas iglesias en el vecindario de las que muchas siguen en pie. Además, Little Germany también tenía su propia biblioteca en la Segunda Avenida,que a día de hoy es la oficina Ottendorfer de la Biblioteca Pública de Nueva York. Sin embargo, la comunidad empezó a declinar luego del hundimiento del General Slocum el 15 de junio de 1904, en el que más de cien germano-estadounidenses murieron.
Los alemanes que se mudaron del área fueron reemplazados por inmigrantes de muchas otras nacionalidades. Esto incluyó grupos de italianos y judíos de Europa oriental así como griegos, húngaros, polacos, rumanos, rusos, eslovacos y ucranianos. Cada uno de estos grupos se asentó en enclaves relativamente homogéneos.: 769–770  En Cómo vive la otra mitad, Riis señala que "un mapa de la ciudad, coloreado según nacionalidades, podría mostrar mas rayas que la piel de una zebra, y más colores que cualquier arcoíris.": 20 
Uno de los primeros grupos en poblar lo que antes fue Little Germany fueron los judíos asquenazíes hablantes de yidis, que primero se asentaron al sur de la calle Houston antes de mudarse al norte. Los polacos católicos así como los húngaros protestantes también tendrían un significativo impacto en el East Side, construyendo casas de oración una junta a la otra a lo largo de la calle 7 a inicios del siglo XX. Los neoyorquinos nacidos en los Estados Unidos construirían otras iglesias e instituciones comunitarias, incluida la Iglesia Memorial Olivet en el número 59 de la calle 2 (construida en 1891), la iglesia Middle Collegiate en el 112 de la Segunda Avneida (construida entre 1891 y 1892), y la Society of the Music School Settlement, hoy Third Street Music School Settlement, en el 53–55 de la Calle 3 Este (convertida en 1903–1904).
Para los años 1890, los conventillos fueron diseñados en estilo Reina Ana y neorrománico. Los conventillos construidos en la última parte de la década fueron del estilo Las viviendas construidas en la última parte de la década se construyeron en estilo neorrenacentista. En ese tiempo, la zona fue identificándose cada vez más como parte del Lower East Side.

#### SigloXX

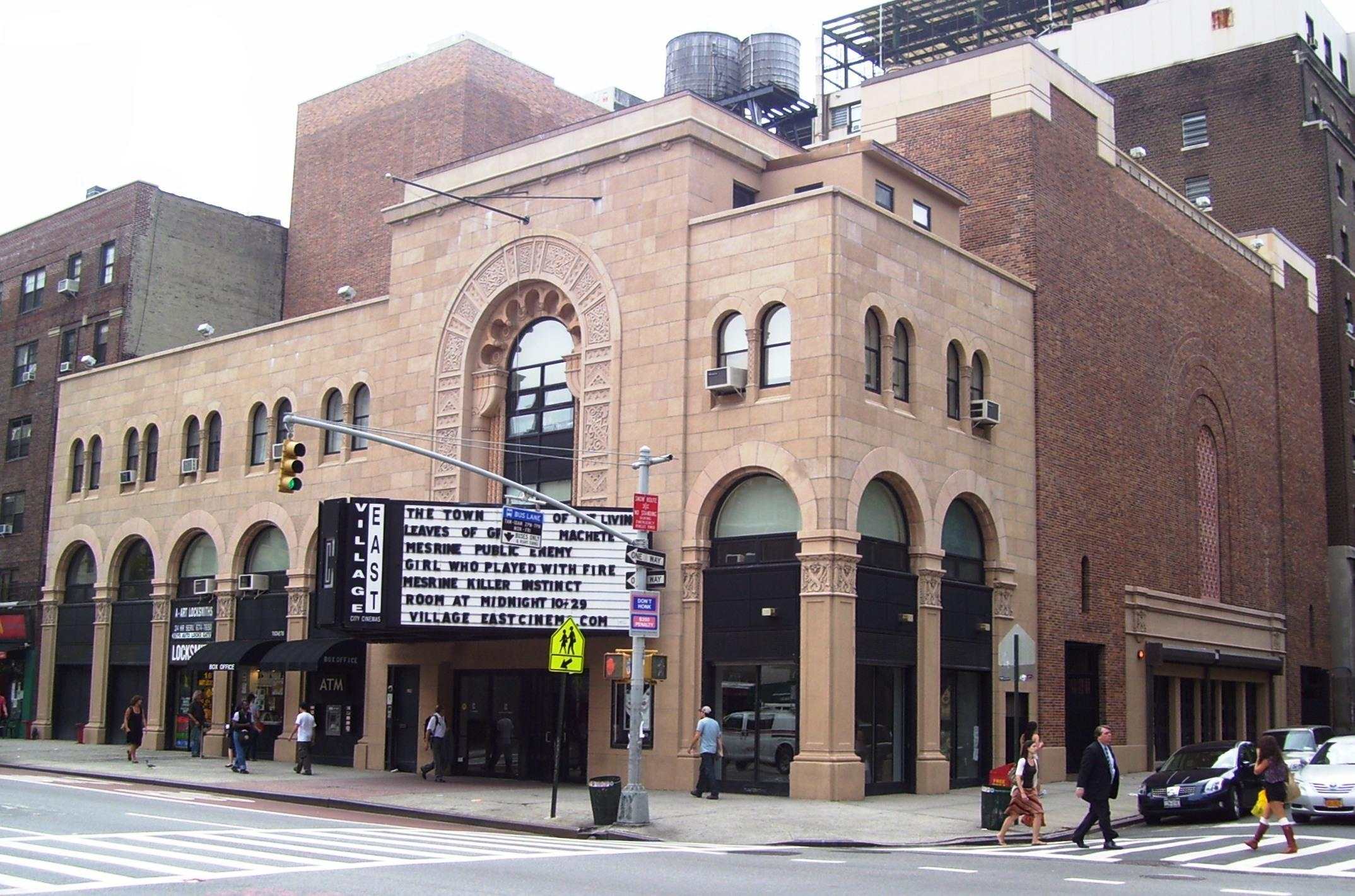
El Village East Cinema/Teatro Louis N. Jaffe fue originalmente un teatro judío

Para los años 1890 y 1900, cualquier mansión que quedaba en la Segunda Avenida había sido demolida y reemplazada con conventillos o edificios de apartamentos. La Ley de Casas de Alquiler del Estado de Nueva York de 1901 cambió drásticamente las regulaciones a las que los edificios de alquiler tenían que adecuarse. Los inicios del siglo XX marcaron la creación de casas de apartamentos, edificios de oficinas, y otras estructuras comerciales o institucionales en la Segunda Avenida.
Luego del ensanchamiento de la Segunda Avenida a inicios de los años 1910, muchas de las escalinatas delanteras fueron eliminadas. La muerte simbólica del antiguo distrito de moda llegó en 1912, cuando el último residente se mudó de la mansión Thomas E. Davis en la esquina de la Segunda Avenida y St. Mark's Place, que The New York Times había llamado como la "última residencia de moda" en la Segunda Avenida.
Simultáneamente con el decline de las últimas mansiones, el Yiddish Theatre District o "Yiddish Rialto" se desarrolló dentro del East Side. Estuvo conformado por varios teatros y otras formas de entretenimiento para los inmigrantes judíos de la ciudad. Mientras que la mayoría de los primeros teatros judíos estaban ubicados al sur de la calle Houston, muchos productores teatrales consideraban mudarse al norte siguiendo la Segunda Avenida para las primeras décadas del siglo XX.
La Segunda Avenida ganó más prominencia como un destino de teatro judío en los años 1910 con la apertura de dos teatros: el Teatro Segunda Avenida, que se inauguró en 1911 en el 35–37 de la Segunda Avenida, y el Teatro Nacional, que se inauguró en 1912 en el 111–117 de la calle Houston Este. Esto fue seguido con la apertura de varios otros teatros como el Teatro Louis N. Jaffe y el Teatro Público en 1926 y 1927 respectivamente. Numerosas salas de cine también se abrieron en el Lado Este, incluyendo seis de ellas en la Segunda Avenida. Para la Primera Guerra Mundial, el distrito de teatro albergaba entre 20 a 30 espectáculos cada noche. Luego de la Segunda Guerra Mundial, el teatro judío se fue haciendo menos popular, y para mediados de los años 1950, quedaban abiertos pocos teatros en el distrito.
La ciudad construyó First Houses en la manzana formada por las calles calle 3 este y 2 este y las avenidas Primera y A en 1935–1936, fue el primer proyecto de vivienda pública en los Estados Unidos.: 769–770 : 1  El vecindario originalmente terminaba en el río East, al este de donde se ubicó posteriormente la Avenida D. A mediados del siglo XX, se utilizaron escombros de la Segunda Guerra Mundial embarcado desde Londres para ganar terreno al río y extender la orilla para la construcción de la autopista Franklin D. Roosevelt.
A mediados del siglo XX, los ucranianos crearon un enclave en el vecindario, centrado en la Segunda Avenida y las calles 6 y 7. El enclave polaco en el East Village también perduró. Varios otros grupos de inmigrantes se han mudado del barrio y sus antiguas iglesias fueron vendidas y se volvieron catedrales ortodoxas. Los inmigrantes latinoamericanos empezaron a mudarse al East Side, asentándose en la parte oriental del vecindario y creando un enclave que luego sería conocido como Loisaida.

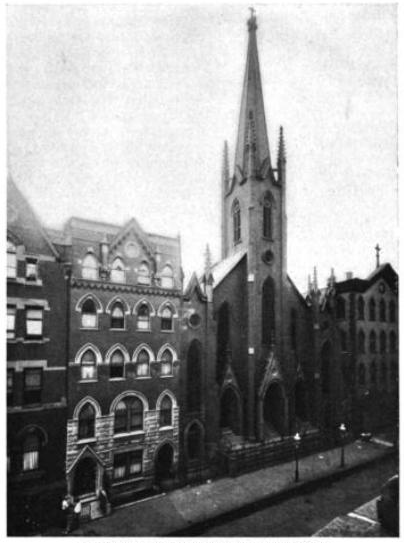
San Nicolás Kirche se ubicó en la calle 2 Este, justo al oeste de la Avenida A. La iglesia y casi todos los edificios en esa calle fueron demolidos en los años 1960 y reemplazados por una playa de estacionamiento para el edificio Village View Houses

La población del lado este de Manhattan empezó a declinar al inicio de la Gran Depresión en los años 1930 y la implementación de la Ley de inmigración de 1924, y la expansión del Metro de Nueva York a otros barrios. Varios conventillos viejos, que se consideraron ruinosos e innecesarios, fueron destruidos a mediados del siglo XX. Una gran parte del vecindario, incluyendo el enclave ucraniano, fue programado para demolición bajo el Plan de Renovación de Copper Square de 1956, que buscaba reconstruir el área desde la calle 9 a la calle Delancey y desde el Bowery/Tercera Avenida hasta la calle Chrystie/Segunda Avenida con viviendas construidas por cooperativas privadas.
La United Housing Foundation fue seleccionada como el patrocinador para ese proyecto, y encontró gran posicióni ya que hubiera generado el desplazamiento de cientos de personas. Ni el proyecto original de reformas a gran escala ni una propuesta revisada de 1961 fueron implementadas y el gobierno de la ciudad perdió interés en realizar tal proyecto monumental de destrucción de barrios bajos. Otro proyecto de reconstrucción que sí fue completado fueron las Village View Houses en la Primera Avenida entre las calles 2 Este y 6, que se inauguró en 1964. parcialmente en el sitio de la antigua San Nicolás Kirche.

### Cambio de marca y escena cultural

#### Primeros cambios
Hasta mediados del siglo XX, el área era simplemente la parte norte del Lower East Side, con una cultura similar , propia de la vida inmigrante trabajadora. En los años 1950 y 1960, la migración de beatniks al vecindario atrajo luego a hippies, músicos, escritores y artistas que tuvieron que salir de Greenwich Village por la rápida gentrificación que se dio allí.: 254  Entre los primeros habitentes desplazados de Greenwich Village estaban los escritores Allen Ginsberg, W. H. Auden y Norman Mailer, quienes se mudaron al barrio en 1951–1953.: 258 
Un grupo de galerías de arte cooperativas en la calle 10 Este (a las que luego se referirían colectivamente como las 10th Street galleries) se abrieron alrededor del mismo tiempo empezando con la Tanger y la Hansa, que se inauguraron en 1952. Mayores cambios vinieron en 1955 cuando la línea elevada de la Tercera Avenida que corría por el Bowery y la Tercera Avenida fue retirada. Esto hizo que el vecindario fuese más atractivo para potenciales residentes y, para 1960, The New York Times afirmó que "esta área está siendo reconocida gradualmente como una extensión del Greenwich Village ... extendiendo, en consecuencia, la bohemia neoyorquina de río a río".
El artículo del Times de 1960 señaló que los corredores de inmuebles se referían con mayor frecuencia a la zona como el Village East o East Village. El nuevo nombre se empleó para romper la asociación de esta área con las imágenes de barrios bajos que evocaba el Lower East Side. De acuerdo con The New York Times, una guía de 1964 llamada Earl Wilson's New York señaló que los "artistas, poetas y promotores de cafeterías de Greenwich Village están tratando de recrear el vecindario bajo el sonoro nombre de 'East Village'. Los recién llegados y los corredores de inmuebles popularizaron el nuevo nombre, y el término fue adoptado por los medios hacia la mitad de la década de los 60.: ch. 5   Un semanario con el nombre del vecindario, The East Village Other, empezó a publicarse en 1966. The New York Times en su edición del 5 de junio de 1967 declaró que el barrió "ha llegado a ser conocido" como el East Village.

#### Crecimiento

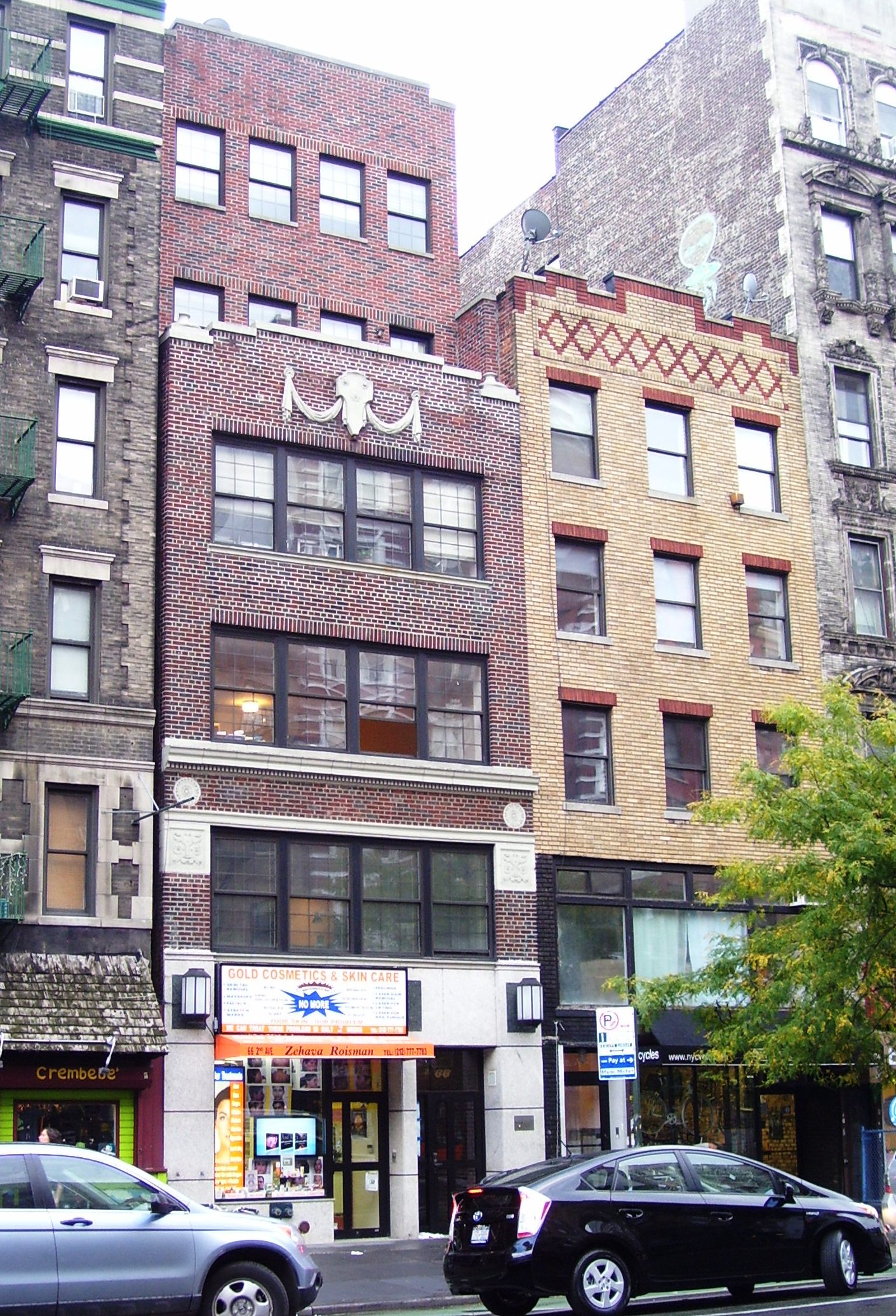
El Teatro Phyllis Anderson, uno de los varios teatros que fueron originalmente teatros judíos

El East Village se convirtió en un centro de la contracultura en Nueva York, y fue el lugar de nacimiento y el hogar histórico de muchos movimientos artísticos como el punk rock y el movimiento literario Nuyorican. Muchos antiguos teatros judíos fueron convertidos para su uso en el circuito Off-Broadway: por lo pronto, el Teatro Public, en el número 66 de la Segunda Avenida, se convirtió en el Teatro Phyllis Anderson. Varios edificios en la calle 4 Este alojaron espectáculos del circuito Off-Broadway y Off-Off-Broadway, como el Royal Playhouse, el Teatro Fourth Street, el Teatro Downtown, el Teatro Club Experimental La MaMa y el Teatro Truck & Warehouse, ubicado en la cuadra entre el Bowery y la Segunda Avenida.
En las décadas de 1970 y 1980, la ciudad en general estaba en declive y cerca de la bancarrota, especialmente luego de la crisis fiscal de 1975. Los edificios residenciales en el East Village sufrieron grandes niveles de deterioro a medida que los propietarios no realizaban el mantenimiento adecuado a sus edificios.: 191–194  La ciudad compró muchos de esos edificios pero tampoco tuvo la capacidad de mantenerlos debido a la falta de fondos. Tras la publicación de un plan de renovación (Cooper Square renewal plan) en 1986, algunas propiedades fueron entregadas a la Cooper Square Mutual Housing Association como parte de un acuerdo en 1991.
A pesar del deterioro de las estructuras en el East Village, sus escenas musicales y artísticas iban viento en popa. Para los años 1970, los salones de bailes gay y los clubes de punk rock clubs empezaron a abrir en el barrio. Entre ellos destacaban el salón de música Fillmore East (que luego funcionó como un club nocturno privado para homosexuales, llamado The Saint), que se ubicaba en un cine en el número 105 de la Segunda Avenida.: 264  El Teatro Phyllis Anderson se convirtió en el Teatro Second Avenue, un anexo del club de música CBGB , y recibió a músicos y bandas como Bruce Springsteen, Patti Smith, y los Talking Heads. El Pyramid Club, que abrió en 1979 en el 101 de la avenida A, recibió actos musicales como Nirvana y los Red Hot Chili Peppers, así como actores drag como RuPaul y Ann Magnuson. Además, había más de cine galerías de arte en el East Village a mediados de los años 1980. En éstas destacaban la galería de Patti Astor y Bill Stelling Fun Gallery en la calle 11, así como muchas otras en la calle 7.

#### Declive
Hacia 1987, la escena de las artes visuales estaba en declive. Muchas de esas galerías de arte se mudaron a otros vecindarios más rentables como el SoHo o cerraron. La escena de las artes fue una víctima de su propio éxito ya que la popularidad de las galerías de arte había hecho revivir el mercado inmobiliario del East Village.

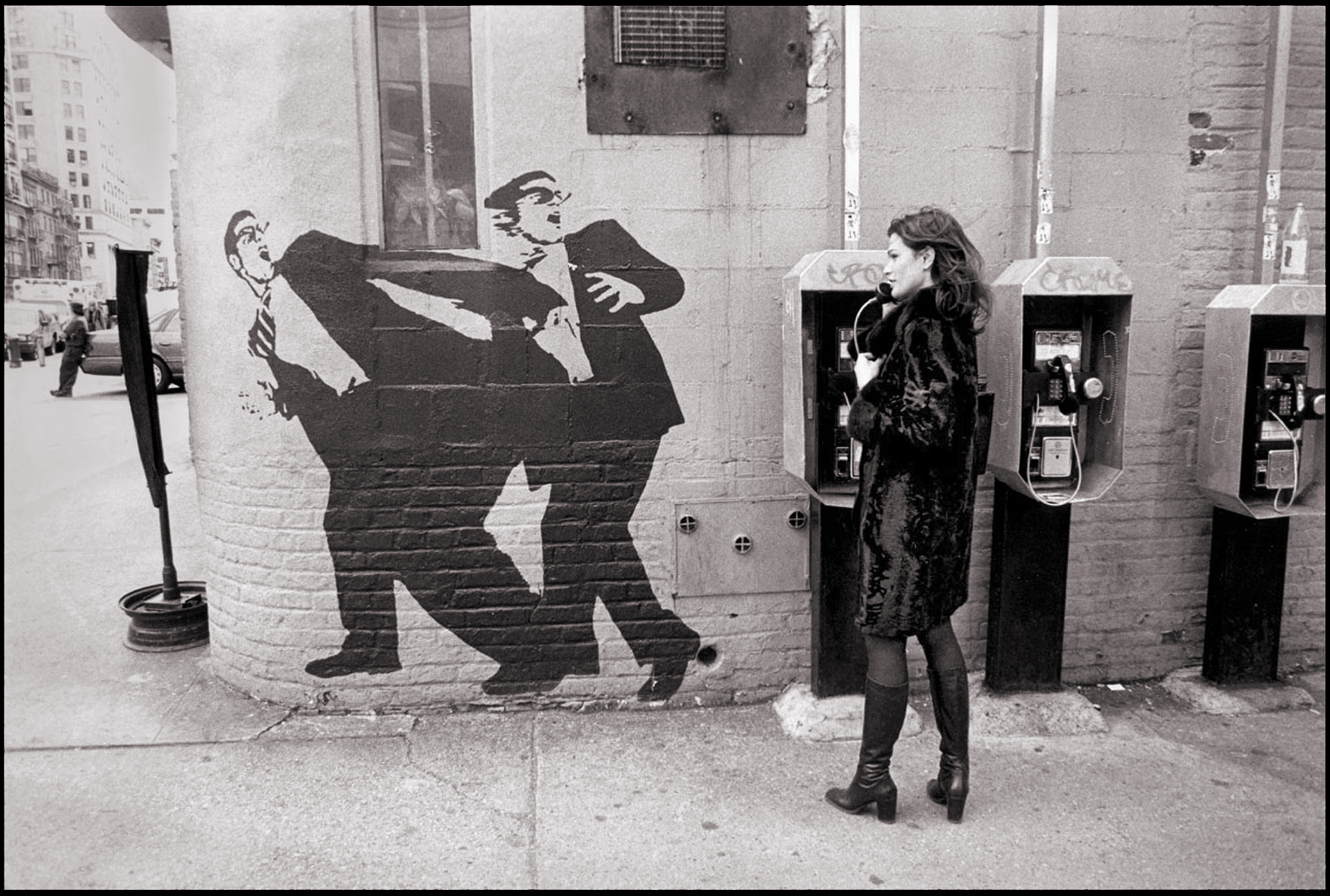
Un muro en el East Village en 1998, mostrando una pintura mural de dos hombres

Un club que intentó resucitar la pasada prominencia artística del vecindario fue Mo Pitkins' House of Satisfaction, cuyo copropietario fue el comediante Jimmy Fallon antes de que cerrara el 2007. Un estudio de la Universidad de Fordham, al examinar el declive de la escena artística y teatral del East Village, señaló que "la cultura joven y liberal que alguna vez encontró su lugar en el Manhattan del lado del río Este" partió a otros vecindarios como Williamsburg en Brooklyn. Hay aún algunos espacios para la actuación, tales como Sidewalk Cafe en la calle 6 y la avenida A, donde actores del centro de la ciudad encuentran espacio para mostrar su talento, así como los clubes de poesía Bowery Poetry Club y Nuyorican Poets Café.

### Gentrificación, preservación, y actualidad
A finales del siglo XX e inicios del XXI, el East Village se gentrificó como resultado del aumento de los precios de los inmuebles luego del éxito de la escena artística. En los 1970s, los alquileres fueron extremamente bajos y el barrio estaba considerando entre los últimos lugares en Manhattan donde mucha gente quisiera vivir. Sin embargo, tan pronto como en 1983, el Times reportó que debido a la influencia de artistas, muchos establecimientos e inmigrantes fueron forzados a dejar el East Village debido al aumento de los alquileres. Para el siguiente año, los profesionales jóvenes conformaron una gran porción de la demografía del barrio. Aun así, los crímenes se mantuvieron y había mucha venta de droga realizándose abiertamente en Tompkins Square Park.
Las tensiones debido a la gentrificación derivaron en la revuelta de Tompkinks Square Park, que tuvo lugar luego de que la población se manifestara en contra de una propuesta de restricción de acceso a las personas sin hogar que frecuentaban el parque. Tras la revuelta se redujo el ritmo del proceso de gentrificación a la vez que los precios de los inmuebles bajaron. Sin embargo, para fines del siglo XX, los precios recuperaron su subida inicial. Casi la mitad de las tiendas en el East Village abrieron en la década posterior a la revuelta y la cantidad de espacios desocupados bajó del 20% al 3%, mostrando que muchos de los muchos de los comerciantes de largo tiempo salieron del vecindario.
Para inicios del siglo XXI, algunos edificios del barrio fueron demolidos y reemplazados por otros nuevos. Un ejemplo de esto se dio en el 2010 cuando el actor David Schwimmer compró una casa de 1852 en la calle 6 y la reconstruyó completamente a pesar de haber recibido varias notificaciones de su posible carácter monumental.

#### Rezonificación
Debido a la gentrificación del vecindario, colectivos que incluyen a la Sociedad por la Preservación Histórica de Greenwich Village (GVSHP), La Community Board 3 de Manhattan, la Coalición Comunitaria del East Village y la concejala de la ciudad Rosie Mendez, empezaron a pedir un cambio a la zonificación del área durante la primera década del siglo XXI. La ciudad primero publicó un texto prelimiar en julio del 2006 que afectaba un área delimitada por la calle 13 este al norte, la Tercera Avenida al oeste, la calle Delancey al sur y la avenida D al este. La propuesta de rezonificación The rezoning se hizo en respuesta a las preocupaciones sobre el carácter y el tamaño de algunos de los nuevos edificios en el vecindario. A pesar de las protestas y acusaciones de promover la gentrificación y el aumento de los valores de los inmuebles en perjuicio de la historia del área y la necesidad de vivienda a precios accesibles, la rezonificación fue aprobada en el 2008. Entre otras cosas, la zonificación estableció límites de altura para nuevas construcciones en el área, modificó la densidad de edificios permitida, limitó la transferencia de los aires, eliminó la zonificación especial para hoteles y hostales, y estableció incentivos para la creación y retención de viviendas a precios accesibles.

#### Esfuerzos para declaración de monumentalidad

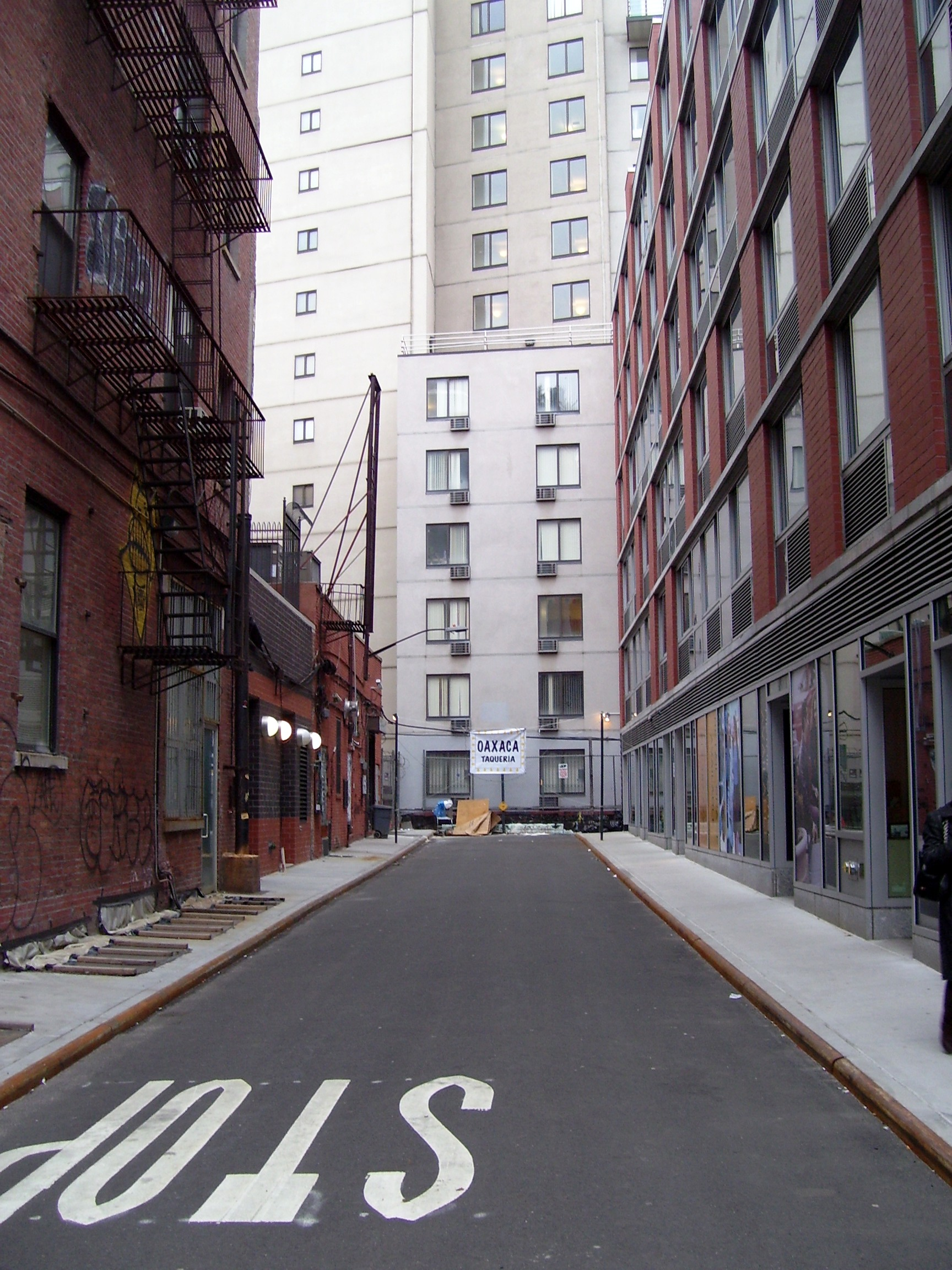
"Extra Place", un pasaje sin salida en la calle 1 Este, justo al oriente del Bowery

Grupos de la comunidad local como el GVSHP trabajan activamente para obtener una declaración de monumentalidad para el distrito del East Village y preservar y proteger la identidad arquitectónica y cultural del barrio. A inicios del 2011, la Comisión para la Preservación de Monumentos Históricos de Nueva York (LPC) propuso dos distritos históricos del East Village: un pequeño distrito a lo largo de la cuadra de la calle 10 que se encuentra al norte del Tompkins Square Park, y otro más grande concentrado alrededor de la parte sur de la Segunda Avenida. antes que esta última sea expandida. En enero del 2012, el distrito histórico de la calle 10 Este fue declarado, y ese octubre, el msa grande Distrito Histórico del ''East Village''/Lower East Side también fue declarado como monumento.
Varios edificios notables han sido declarados como monumentos individualmente, algunos gracias a los esfuerzos del GVSHP. Estos incluyen:
- Las First Houses en la calle 3 Este y la avenida A, el primer proyecto de vivienda pública del país construido en 1935 y declarado monumento en 1974[61]
- La Stuyvesant Polyclinic en el número 137 de la Segunda Avenida, construido en 1884 y declarado como monumento en 1976[107]
- La Christodora House, construida en 1928 e inscrita en el Registro Nacional de Lugares Históricos en 1986[108]
- La Tompkins Square Lodging House for Boys and Industrial School de la Children's Aid Society ubicada en el número 296 de la calle 8 Este, construida en 1886 y declarado como monumento en el 2000[109]
- Public School 64 en el 350 de la calle 10 Este, una escuela pública de estilo renacimiento francés construida en 1904–1906 por el arquitecto y superintendente escolar C.B.J. Snyder, declarado como monumento en el 2006[110]
- Webster Hall, una sala de conciertos de estilo neorrománico y club nocturno a Romanesque Revival concert hall and nightclub construido en 1886,[111] declarado como monumento en 2008[112]
- La Elizabeth Home for Girls de la Children's Aid Society ubicada en el 308 de la calle 12 Este, construida en 1891–1892 y declarada como monumento en el 2008[113]
- El Wheatsworth Bakery Building, construido en 1927–1928 y declarado como monumento en el 2008[114]
- La Iglesia de San Nicolás de Mira en el número 288 de la calle 10 Este, declarado como monumento en el 2008[115]
- La Van Tassell and Kearney Horse Auction Mart en el 126–128 de la calle 13 Este, un mercado de subasta de caballos construido en 1903–1904 y declarado como monumento en el 2012[116]
- La Primera Iglesia Bautista Alemana (Sinagoga Town & Village) en el 334 de la calle 14th Este, declarado como monumento en el 2014[117]

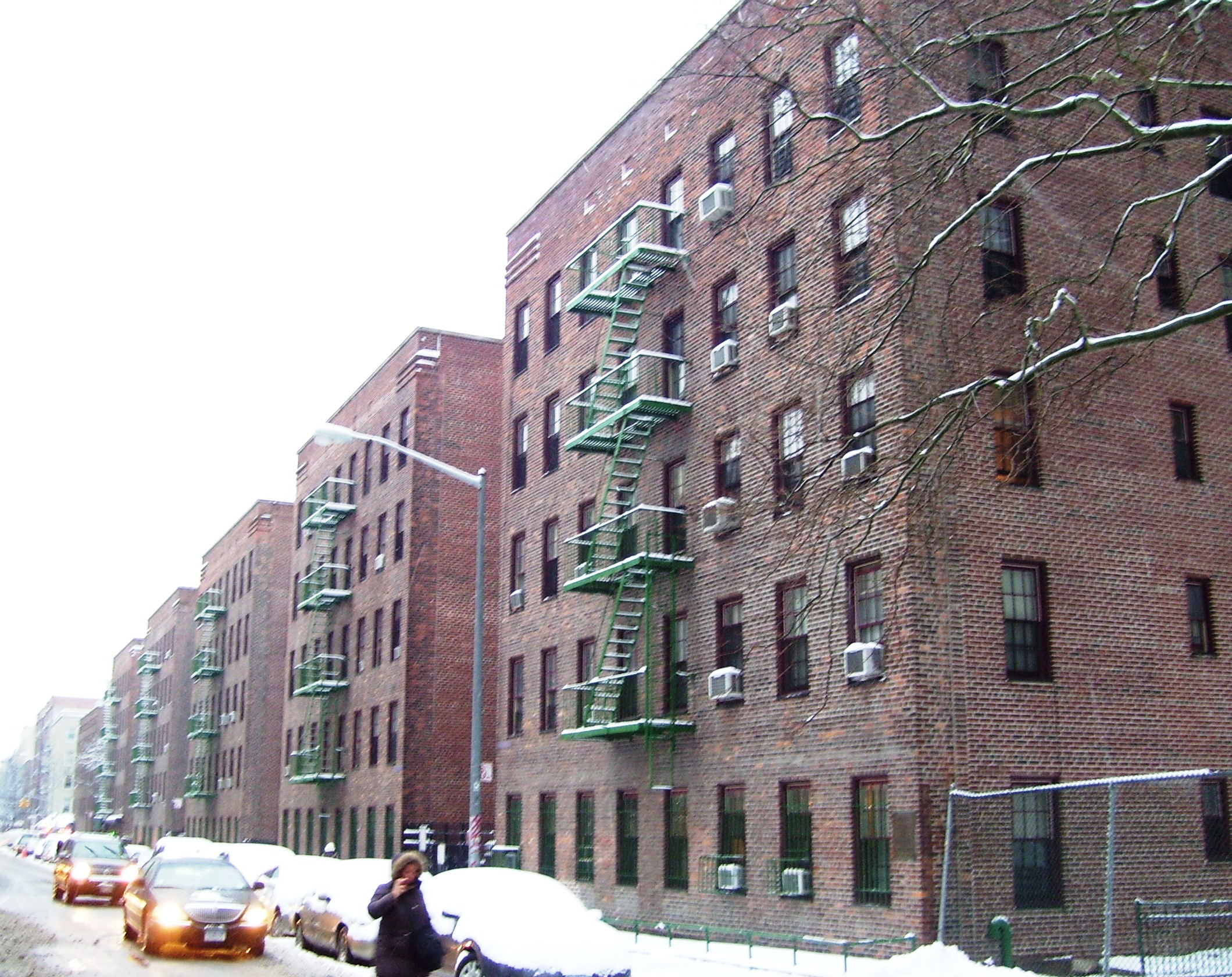
First Houses
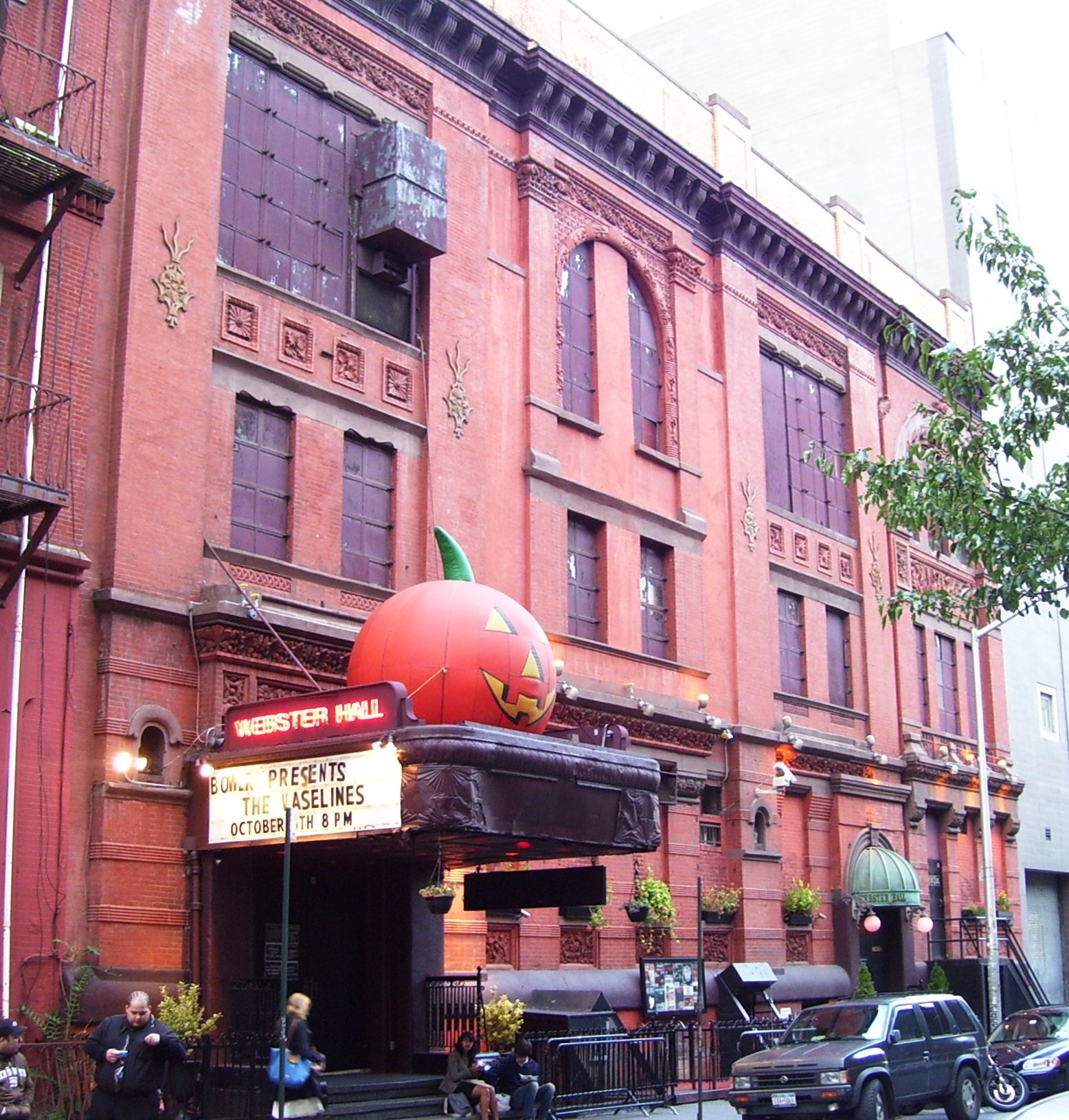
Webster Hall
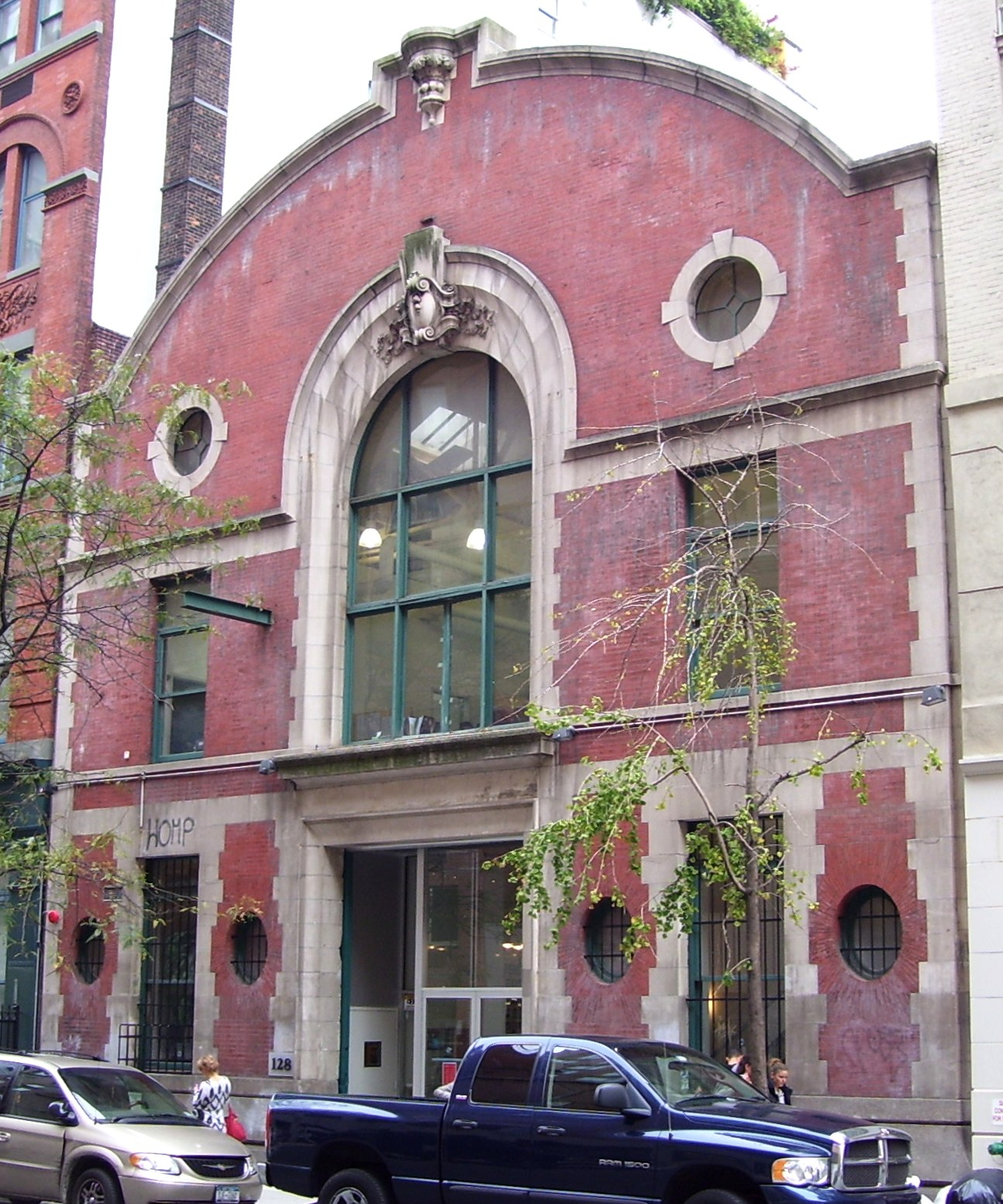
128 de la calle 13 Este

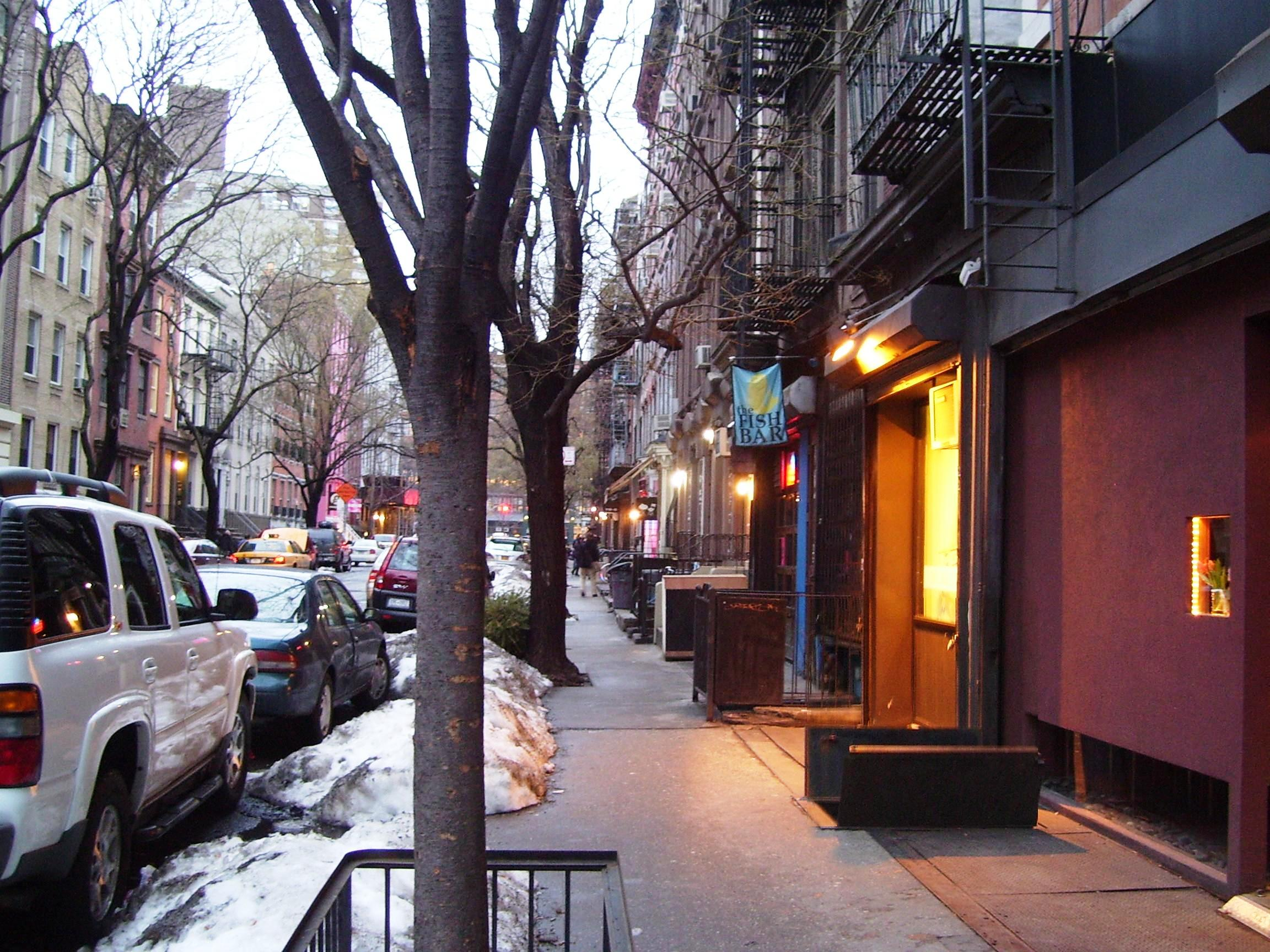
Calle 5 Este entre la Segunda Avenida y Cooper Square es una calle típica del corazón del East Village

Los esfuerzos por declarar la monumentalidad del barrio no han podido evitar también varias pérdidas. A pesar del pedido de la GVSHP y grupos aliados en el 2012 por declarar monumento la Escuela María Auxiliadora, su iglesia y rectoría, el edificio fue demolido a inicios del 2013. En el 2011, se aprobó la demolición de una casa de estilo federal del siglo XIX en el 35 de Cooper Square - una de las más antiguas en el Bowery y en el East Village— para la construcción de un dormitorio universitario. a pesar de los pedidos de grupos comunitarios y autoridades electas. La Comisión actúa sin ninguna agenda establecida, dejando abiertos indefinidamente algunos pedidos calendarizados para la declaración de monumentalidad. Algunas veces simplemente niega las solicitudes tal como hizo con un conventillo de estilo italianizante en el 143 de la calle 13 Este. En otros casos, la Comisión ha rechazado la expansión de distritos históricos ya declarados como cuando en el 2016 declinó añadir el inmueble en el 264 de la calle 7 Este (la antigua casa de la ilustradora Felicia Bond) y cuatro casas adosadas vecinas al distrito histórico East Village/Lower East Side.

#### Explosión de gas del 2015
El 26 de marzo del 2015, una explosión de gas ocurrió en la Segunda Avenida luego de que una tubería de gas fuera golpeada. La explosión y el fuego resultante destruyeron tres edificios ubicados en los números 119, 121 y 123 de la Segunda Avenida, entre las calles 7 y St. Marks Place. Dos personas murieron y al menos 22 fueron heridas, cuatro de gravedad. Tres restaurantes también fueron destruidos en la explosión.

## Geografía
Limitan con el East Village el Lower East Side al sur, NoHo al oeste, Stuyvesant Park al noroeste, y Stuyvesant Town al noreste. El East Village contiene varias pequeñas y vibrantes comunidades, cada una con su propio carácter.

### Subsectores

#### Alphabet City
Alphabet City (ciudad Alfabeto) es la sección este del East Village. Es nombrada así porque la cruzan avenidas cuyos nombres son letras: avenida A, B, C y D. Sus límites son la calle Houston al sur y la calle 14 al norte. Lugares notables dentro de Alphabet City incluyen Tompkins Square Park y el Nuyorican Poets Café. Alphabet City también contiene St. Marks Place, la continuación de la calle 8 entre la Tercera Avenida y la avenida A. La calle muestra una cultura callejera japonesa, una antigua tienda de cultura punk y la nueva tienda de CBGB; la antigua ubicación de uno de los restaurantes automáticos de Nueva York; y una porción del "Mosaic Trail", un camino de 80 postes de luz incrustados de mosaicos que van desde Broadway por la Calle 8 hasta la avenida A, a la calle 4 y vuelta a la calle 8.
Alphabet City fue un tiempo el arquetipo del vecindario peligroso neoyorquino. Su cambio se debió a The New York Times que observó en el 2005 que Alphabet City  cambió "de ser una zona de nadie infestada de drogas al epicentro del centro cool." Esta parte del vecindario ha sido por mucho tiempo un enclave étnico en Manhattan de poblaciones alemanas polacas, hispanas y judías.  El crimen aumentó en el área a fines del siglo XX pero declinó en el siglo XXI a medida que el área se fue gentrificando. El nombre alternativo de Alphabet City, Loisaida, que también se usa como alternativa a la Avenida C, es un término derivado de la pronunciación latina (y especialmente nuyorriqueña) de Lower East Side. El término fue originalmente acuñado por el poeta y activista Bittman "Bimbo" Rivas en su poema de 1974, "Loisaida".

#### Bowery

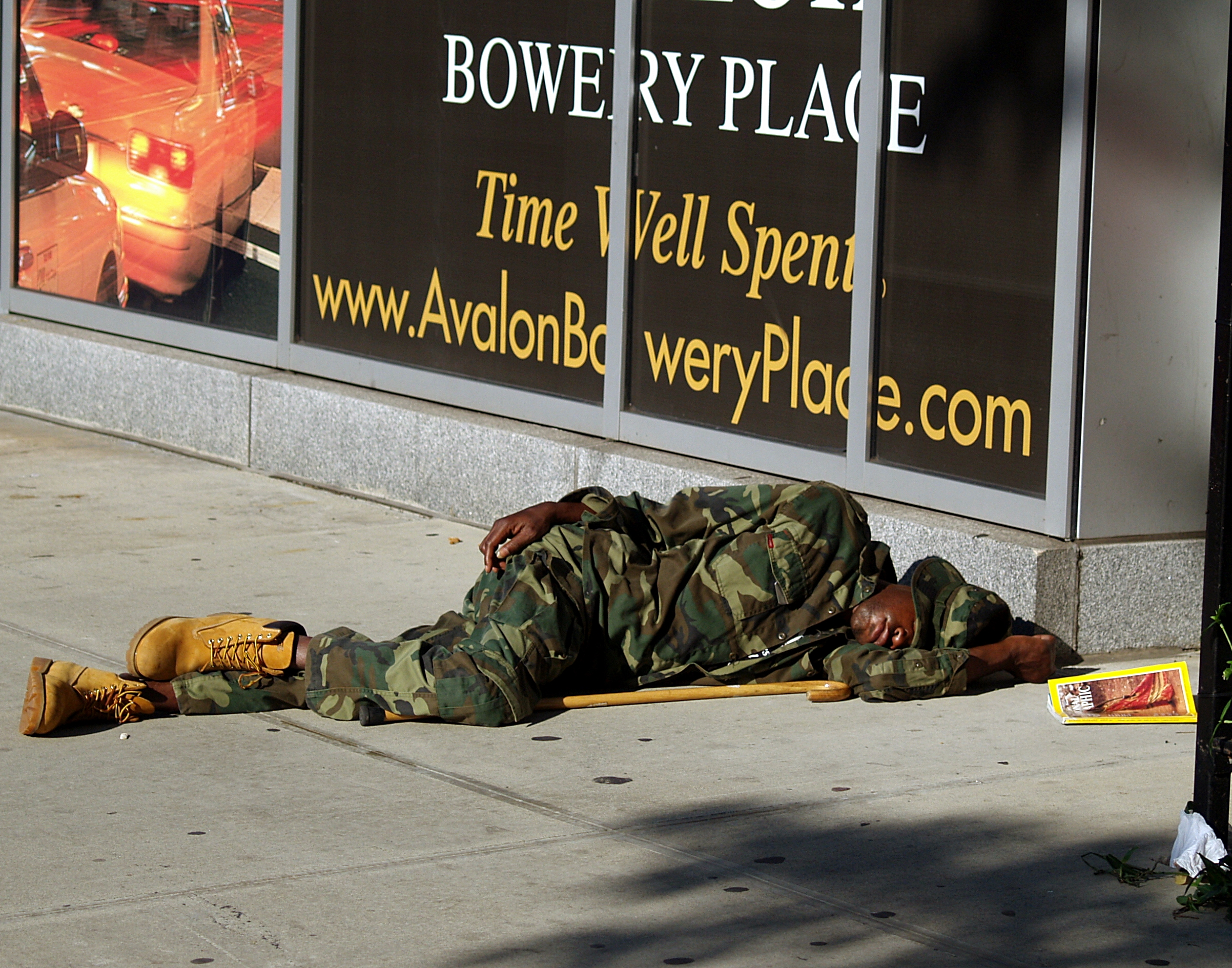
Alguna vez sinónimo de los "vagos del Bowery", el área del Bowery se ha convertido en un imán para condominios de lujo debido a la rápida gentrificación del East Village

El Bowery fue conocido en otro tiempo por sus albergues de personas sin hogar, centros de rehabilitación de drogadictos y bares. La frase "En el Bowery", que ha caído en desuso, era una forma genérica de decir que uno estaba "sin un centavo". Para el siglo XXI, el Bowery se ha convertido en un bulevar con condominios lujosos y nuevos. La reconversión de los antiguos flophouses de la avenida en condominios de lujo ha encontrado resistencia de los residentes antiguos, quienes concuerdan en que el vecindario ha mejorado pero señalan que está desapareciendo su carácter único y áspero. El Bowery también se ha convertido en una zona con una comunidad artística diversa. Es la ubicación del Bowery Poetry Club, donde los artistas Amiri Baraka y Taylor Mead llevaron a cabo lecturas de poesía periódicas, así como otras representaciones, y hasta el 2006 allí estaba el club nocturno de punk-rock CBGB.

#### Pequeña Ucrania

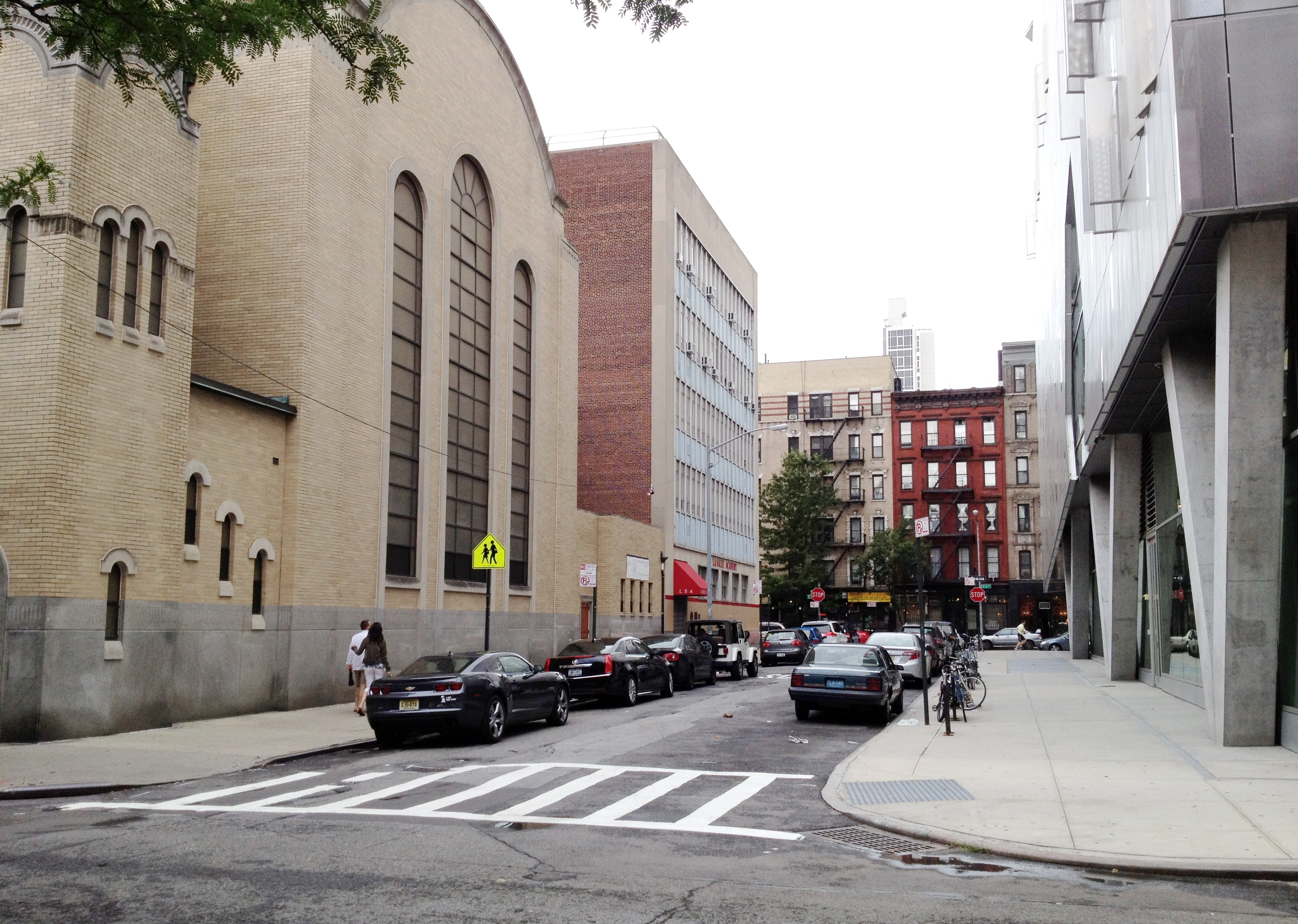
Taras Shevchenko Place, con la iglesia de San Jorge al norte (izquierda en la foto) y la academia de San Jorge al sur (derecha en la foto).

Little Ukraine es un enclave étnico en el East Village que sirvió como un epicentro espiritual, político y cultura para varias olas de inmigrantes ucranianos en los Estados Unidos y en Nueva York desde el siglo XIX.
Al inicio del siglo XX, los inmigrantes ucranianos empezaron a mudarse a áreas dominadas por otros europeos orientales y judíos de Galitzia, así como a Little Germany. Luego de la Segunda Guerra Mundial, la población ucraniana en el vecindario alcanzó las 60 000 personas pero, al igual que pasó con Little Italy, hoy el vecindario consiste en sólo unas pocas tiendas ucranianas y restaurantes. Hoy el East Village, entre Houston y la Calle 14 y las avenidas Tercera y A, aún albergan cerca de un tercio del total de la población ucraniana de Nueva York.
Varias iglesias, incluyendo la Iglesia de San Jorge; restaurantes ucranianos y carnicerías; El Museo Ucraniano; la Sociedad Científica Shevchenko; y el Centro Cultural Ucraniano son evidencia del impacto de esta cultura en el área. La galería American Painting, ubicada en la calle 6 Este entre 2004 y 2009, presentó una exhibición de pintura de los artistas Andrei Kushnir y Michele Martin Taylor titulada East Village Afternoon mostrando muchos de estos sitios.
Desde inicios del siglo XX, la iglesia de San Jorge fungió como el corazón de Little Ukraine, ofreciendo liturgias diarias y penitencias y administrando la vecina Academia San Jorge, una escuela parroquial mixta. Abierta en 1976, la iglesia ha patrocinado un Festival de la Herencia Ucraniana de manera anual, normalmente descrito como una de las pocas ferias de Nueva York que son auténticas. En abril de 1978, el Consejo Municipal de Nueva York renombró el Taras Shevchenko Place, una pequeña calle que conecta las calles 6 Este y 7 Este en honor a Taras Shevchenko, poeta nacional ucraniano.

### Representación política

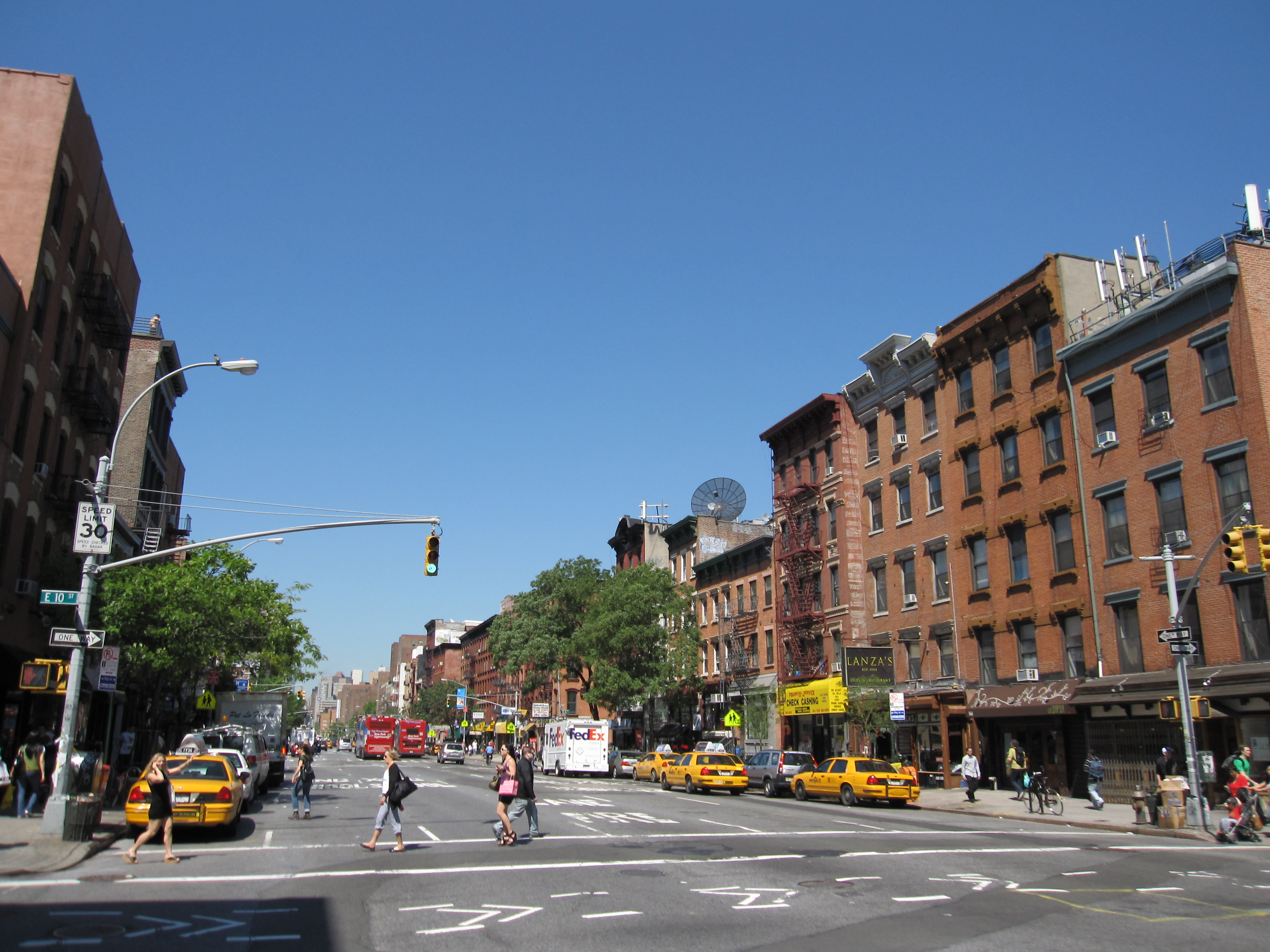
Vista de la Primera Avenida hacia la calle 10 al norte

Políticamente, el East Village se encuentra en el 7° y 12° distritos para el congreso. También está en los distritos senatoriales 27 y 28 del Senado de Nueva York, los distritos 65, 66 y 74 de la Asamblea Estatal de Nueva York, y los distritos 1 y 2 del Consejo Municipal de Nueva York.

## Demografía
Según los datos del censo de los Estados Unidos de 2010, la población del East Village era de 44 136 habitantes. Había experimentado un aumento de 2 390 personas (5.4 %) con relación al 2000. Cubriendo un área de 101.18 ha., el barrio tiene una densidad población del 43 600 habitantes por kilómetro cuadrado. La composición racial del barrio era la siguiente: 28 888 blancos (65.5 %), 1 743 afroamericanos (3.9 %), 64 nativos americanos (0.1 %), 6 560 asiáticos (14.9 %), 22 isleños del Pacífico, 182 personas de otras razas (0.4 %), y 1 214 de dos o más razas (2.8 %). Los hispanos o latinos de cualquier raza eran el 12.4 % de la población (5 463 individuos).
Todo el distrito comunitario 3, que comprende el East Village y el Lower East Side, tiene 171 103 habitantes según el Perfil Comunitario de Salud del Departamento de Salud e Higiene Mental de Nueva York del 2018, con una expectativa de vida de 82.2 años.: 2, 20  Ésta es más alta que el promedio de todos los barrios de la ciudad, en donde la esperanza de vida es de 81.2 años.: 53 (PDF p. 84)  La mayoría de habitantes son adultos: el 35 % de ellos tienen entre 25 y 44 años, mientras que el 25 % tienen entre 45 y 64, y el 16 % son mayores de 65 años. La ratio de jóvenes y residentes de edad escolar es menor, en porcentajes del 13 % y el 11 % respectivamente.: 2 
En 2017, el ingreso medio por hogar era de 39 584 dólares, mientras que el ingreso medio en el East Village individualmente era de 74 265 dólares. En el 2018, se estimaba que el 18 % de los residentes del East Village y el Lower East Side vivía en la pobreza, comparado con el 14 % en toda la isla de Manhattan y el 20 % en toda la ciudad de Nueva York. Uno de cada doce residentes (el 8 %) se encontraba desempleado, comparado con el 7 % en Manhattan y el 9 % en la ciudad de Nueva York. El porcentaje de residentes que tienen problemas para pagar sus alquileres es del 48 % en el East Village y en el Lower East Side, comparado con las ratios de Manhattan y de la ciudad, que son del 45 % y 51 % respectivamente. Basado en este cálculo, en 2018, el East Village y el Lower East Side son considerados como gentrificados.: 7 

## Cultura

### Religión
El 9 de octubre de 1966, Bhaktivedanta Swami Prabhupada, fundador de la Asociación Internacional para la Conciencia de Krishna, tuvo la primera sesión de canto del Hare Krishna en exteriores y fuera del subcontinente hindú, concretamente en Tompkins Square Park. Esto es considerado como la fundación de la religión Hare Krishna en los Estados Unidos, y el árbol más grande cerca del centro del parque está demarcado como un sitio especial para los fieles de esa religión.

### Instituciones culturales
Institución de preservación:
- Sociedad por la Preservación Histórica de Greenwich Village[160]

Galerías:
- 10th Street galleries

Museos:
- Museum of Reclaimed Urban Space
- New Museum of Contemporary Art
- Museo de Arte de la Fundación Brant
- Museo Ucraniano

Cines
- Anthology Film Archives
- City Cinema Village East
- Landmark's Sunshine Theater
- Two Boots Pioneer Theater
- Village East Cinema

Escenarios musicales:
- Bowery Ballroom – conciertos y espectáculos
- Mercury Lounge – música en vivo
- Nublu Club – música en vivo
- The Stone – música experimental
- Rue B – jazz en vivo

Lugares de poesía:
- Nuyorican Poets Café – música, poesía, lecturas, slams
- Bowery Poetry Club – música, poesía, lecturas, slams
- Poetry Project – en St. Mark's Church in-the-Bowery

Teatros y espacios de actuación:
- Amato Opera
- Teatro Bouwerie Lane
- Teatro Connelly – Escenario histórico del circuito Off-Broadway
- Danspace Project – en St. Mark's Church in-the-Bowery
- Teatro Club Experimental La MaMa – Teatro vaguardista
- Metropolitan Playhouse[161]
- The Ontological-Hysteric Theater – en St. Mark's Church in-the-Bowery
- Compañía de Teatro The Pearl[162]
- Tompkins Square Park - Parque con presentaciones regulares de música, danza y actuación
- Performance Space New York
- Stomp! – espectáculo del circuito Off-Broadway de largo tiempo en escenario

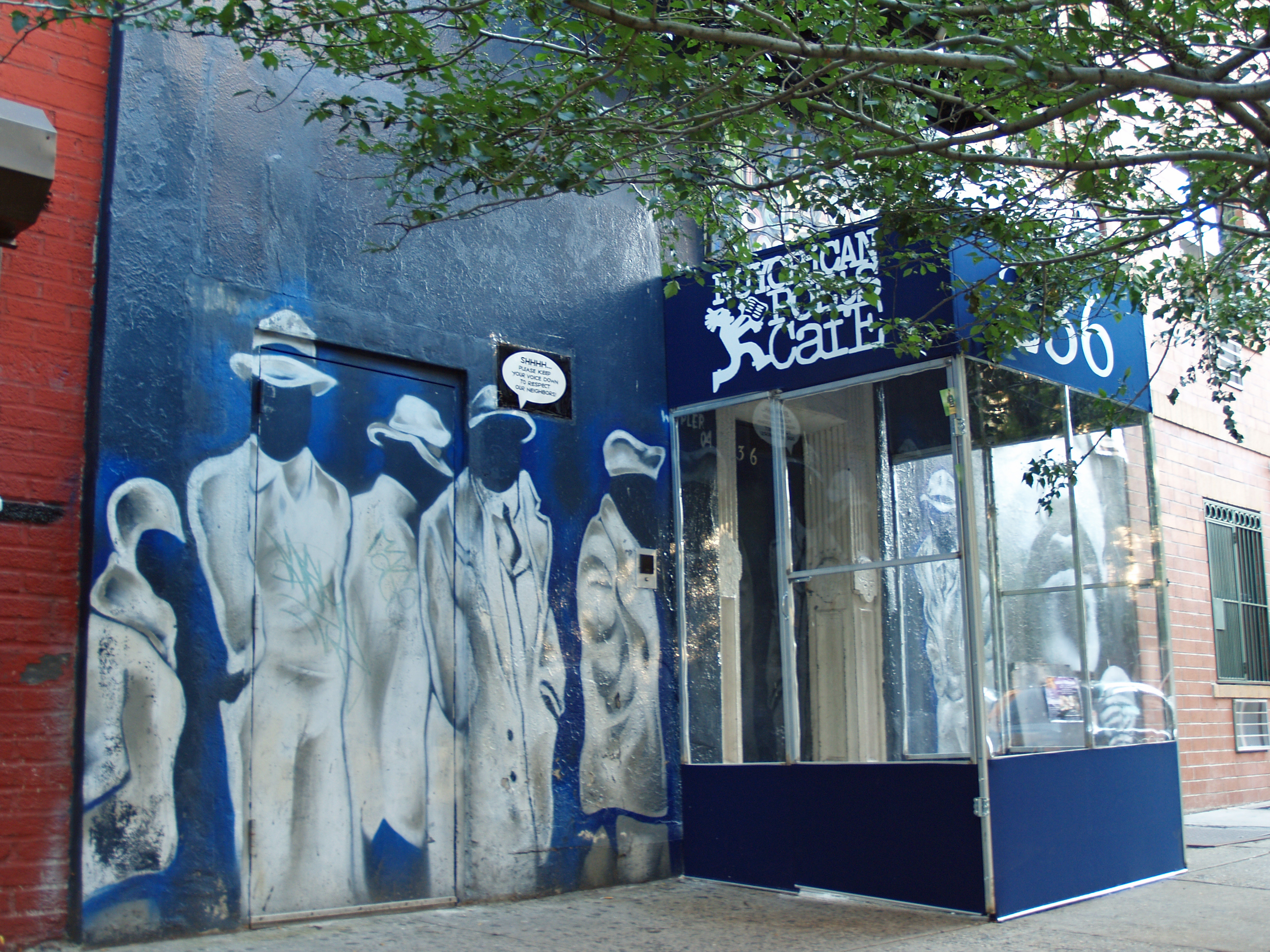
The Nuyorican Poets Café ha estado ubicado entre la avenida C y la calle 3 Este desde su fundación en 1973

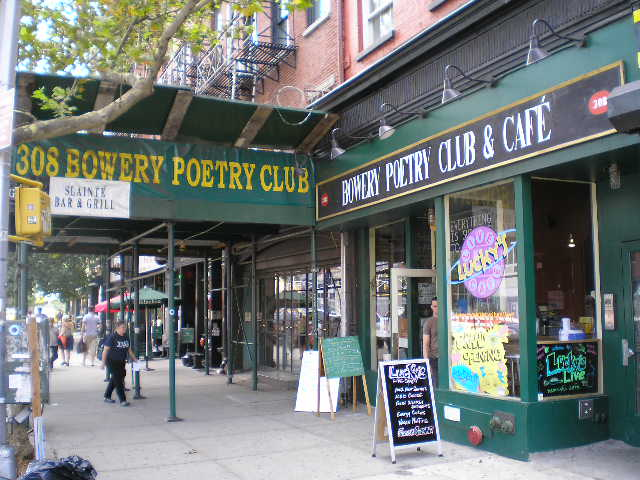
El Bowery Poetry Club

- Theater for the New City[163]
- Theatre for a New Audience
- Wild Project[164]

### Festivales del vecindario

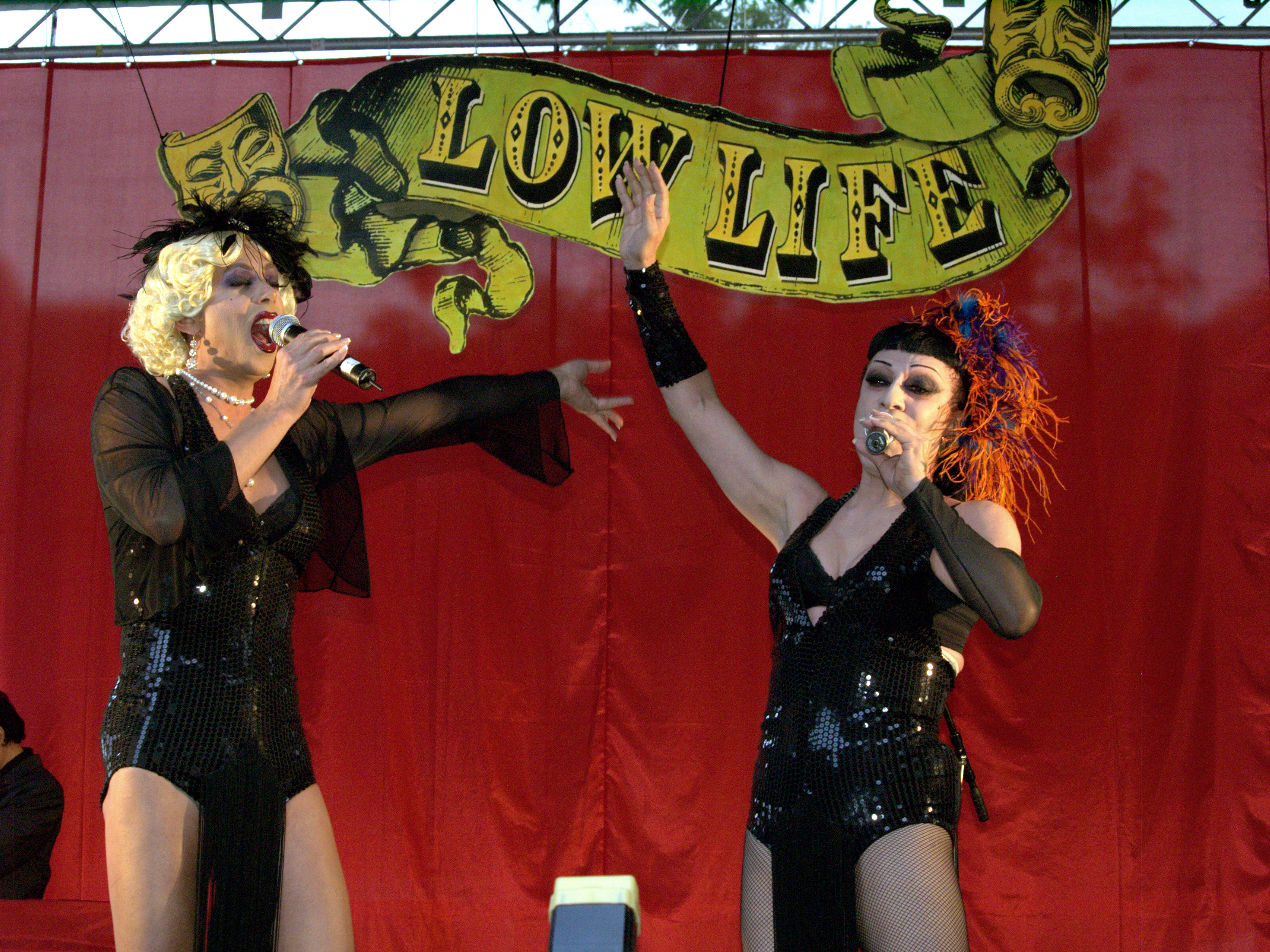
Sherry Vine y Joey Arias durante el festival HOWL! del 2009

- Mayday Festival – Todos los años el 1 de mayo.
- Charlie Parker Jazz Festival – Todos los años en agosto.[165]
- HOWL! Festival – Todos los veranos.[166][167]
- Dance Parade – Todos los veranos.
- Dream Up Festival – Todos los años entre agosto y septiembre.[168]
- Tompkins Square Halloween Dog Parade – Todos los años en octubre.[169]

## Parques y jardines

### Grandes parques

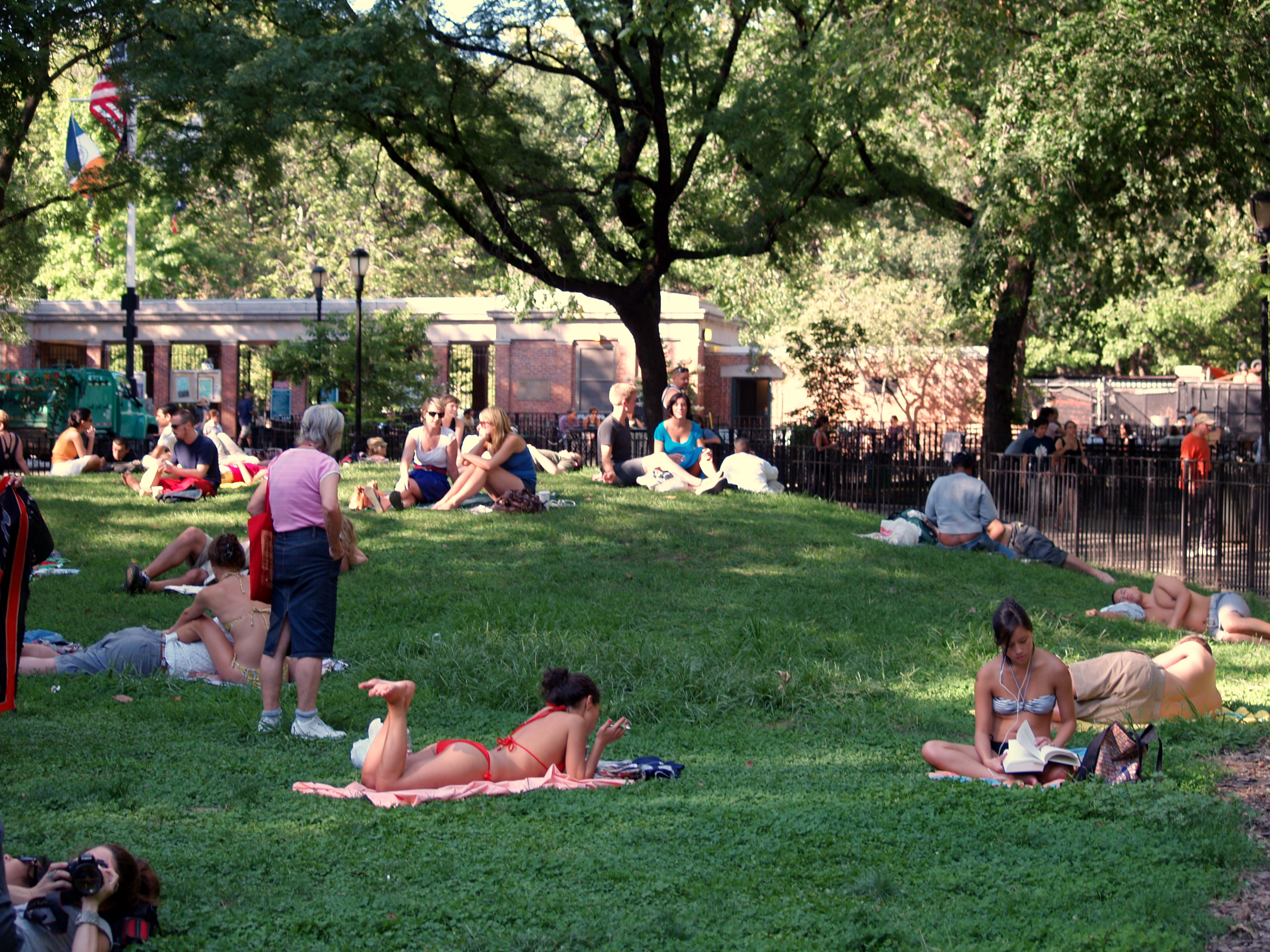
Tompkins Square Park es el corazón recreacional y geográfico del East Village. Historiamente ha sido un centro de contracultura, protestas y revueltas

Tompkins Square Park es un parque público de 4.2 hectáreas ubicado en la sección de Alphabet City en el East Village. Está rodeado al norte por la calle 10, al este por la avenida B, al sur por la calle 7 y al oeste por la avenida A. Tompkins Square Park tiene un campo de béisbol, canchas de basketball y dos espacios de juegos infantiles. También contiene la primera área para perros de la ciudad. El parque ha sido sede de muchos eventos y revueltas:
- El 13 de enero de 1874, una revuelta se inició luego de que la policía interviniera a cientos de civiles desempleados.[173]
- El 25 de julio de 1877, durante la Gran Huelga de Ferrocarriles de 1877, veinte mil personas se reunieron en el parque para escuchar a oradores comunistas. La policía de la ciudad y miembros de la Guardia Nacional finalmente cargaron contra la muchedumbre con palos, señalando luego que la reunión no se llevaba de manera pacífica. Luego de esta "revuelta", la ciudad junto con el Departamento de Guerra estableceron un programa para establecer un arsenal oficial de la ciudad liderado por el 7.º Regimiento.[174]
- Los días 6 y 7 de agosto de 1988, una revuelta se inició entre la policía y grupos de traficantes, personas sin hogar y jóvenes conocidos como skinheads que habían durante mucho tiempo ocupado el parque. El vecindario se dividió sobre qué se debía hacer en el parque.[175] La Manhattan Community Board 3 adoptó un toque de queda las 24 horas anteriores en un intento de mantener el parque bajo control.[176] Un mitin contra el toque de queda resultó en varios choques entre protestantes y la policía.[177]

East River Park tiene 23 hectáreas y se extiende entre la autopista FDR Drive y el East River desde la calle Montgomery hasta la calle 12 Este. Fue diseñado en los años 1930 por el comisionado de parques Robert Moses, quien quería asegurar que hubiera parques a lo largo de la costa del Lower East Side. El parque incluye campos de fútbol americano, béisbol, fútbol, tenis, básquet y balonmano además de una pista para correr y ciclovías, incluyendo la East River Greenway.

### Huertos comunitarios
Existen más de 640 huertos comunitarios en la ciudad de Nueva York. Huertos administrados por colectivos locales dentro del vecindario que son responsables de su mantenimiento. Un estimado de 10% de ese total se encuentran en el Lower East Side y el East Village. El desarrollo de estos huertos, usualmente en terrenos de propiedad de la municipalidad, empezó a inicios de los años 1970. A persar de que varios de estos terrenos fueron luego vendidos a particulares, otros fueron tomados en administración por el Departamento de Parques y Recreación de la Ciudad de Nueva York, que preserva los huertos bajo su dominio.
Open Road Park, un antiguo cementerio y depósito de vehículos, es un huerto y un campo de juegos cerca a la East Side Community High School entre las calles 11 y 12 al este de la Primera Avenida.
El huerto de la avenida B con la calle 6 fue conocido por una escultura no removida, la Tower of Toys (torre de juguetes), diseñada por el artista y, durante mucho tiempo, cuidador del huerto Eddie Boros. Tenía 20 metros de alto y estaba hecho de planchas de madera de las que pendían una amalgama de objetos imaginativos. La torre fue un ícono del vecindario, habiendo aparecido en los créditos de inicio del show televisivo NYPD Blue y en el musical  Rent. También era objeto de controversia: algunos veían en ella una obra maestra mientras que para otros era un mamotreto. La torre fue derruida en mayo del 2008 porque, de acuerdo con el comisionado de parques Adrian Benepe, estaba podrida y atentaba contra la seguridad. Su remoción fue visto por algunos como un símbolo del pasado ausente del vecindario.
El Toyota Children's Learning Garden ubicado en el 603 de la calle 11 Este es, técnicamente, un jardín escuela en vez de un huerto comunitario. Diseñado por el arquitecto paisajista Michael Van Valkenburgh, el huerto se abrió en mayo del 2008 como parte del Proyecto de Restauración de Nueva York y está pensado para enseñar a los niños acerca de las plantas.
La Plaza Cultural de Armando Pérez es un huerto comunitario, teatro al aire libre y espacio verde en el cruce de la avenida C y la calle 9. Fundado en 1976, el huerto sigue operativo a pesar de diversas propuestas para que se rediseñara.

### Marble cemeteries

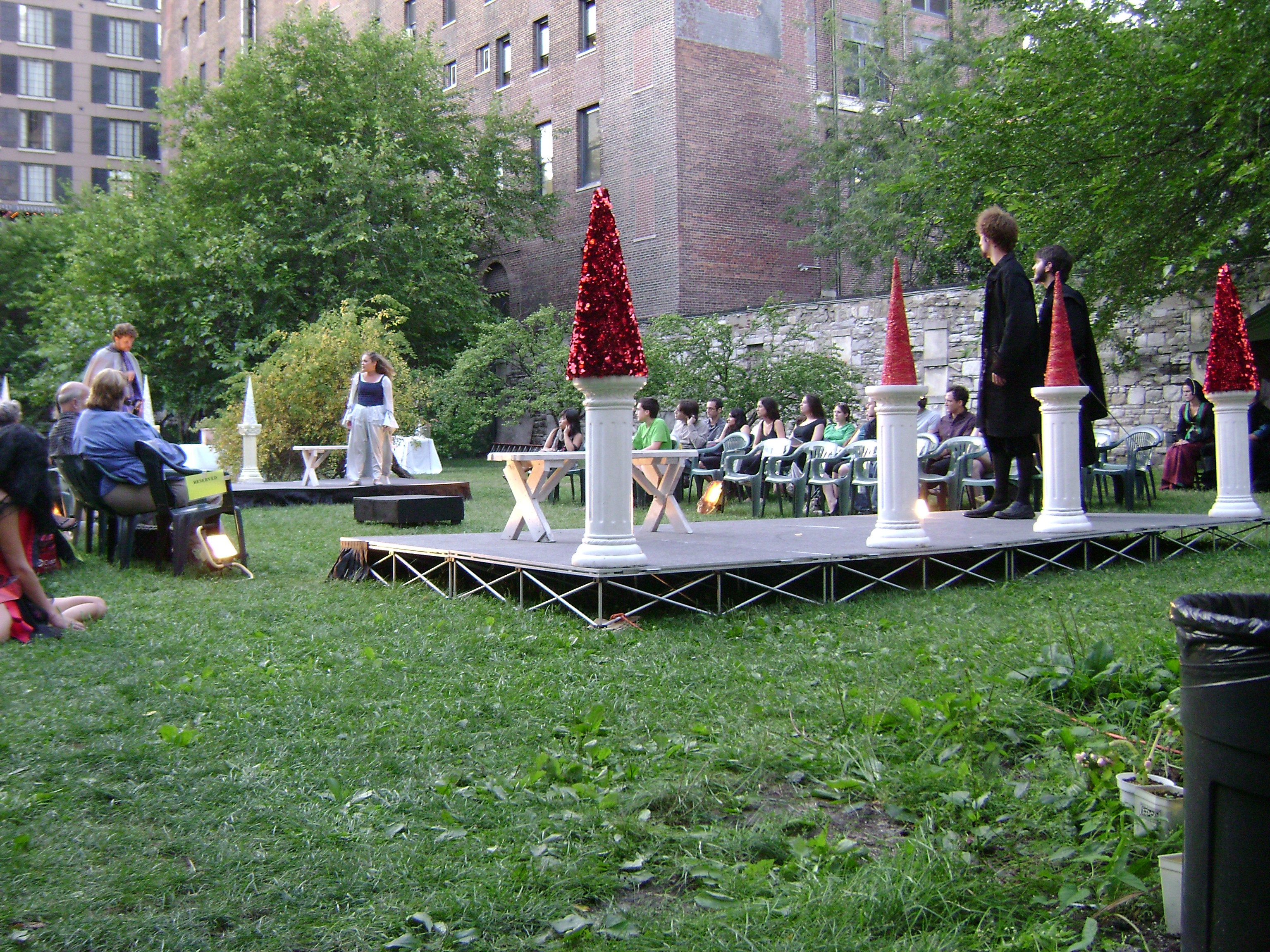
La producción de John Reed's All the World's a Grave en el New York Marble Cemetery que no tiene lápidas.

En la cuadra formada por el Bowery, la Segunda AVenida, y las calles 2 y 3, se encuentra el cementerio no afiliado a ninguna religión más antiguo de Nueva York, el New York Marble Cemetery.: 1  Established in 1830,: 1  Creado en 1830, abre cada cuarto domingo del mes.
Otro, llamado de manera similar New York City Marble Cemetery, está ubicado también entre las calles 2 y 3 pero entre las avenidas Primera y Segunda (a una cuadra del anterior). Este es el segundo cementerio no afiliado a ninguna religióni más antiguo de Nueva York. El Cementerio abrió en 1831.: 1  Existen personas notables que fueron enterradas acá entre las que se pueden citar al Presidente de los Estados Unidos James Monroe; Stephen Allen, alcalde de la ciudad entre 1821 y 1824; James Lenox, cuya biblioteca personal fue añadida a la colección de la Biblioteca Pública de Nueva York; Isaac Varian, alcalde de la ciudad entre 1839 y 1841; Marinus Willet, héro de la guerra de independencia; y Preserved Fish, un conocido comerciante.

## Criminalidad
El East Village es patrullado por el Noveno Precinto del Departamento de Policía de Nueva York, ubicado en el 321 de la calle 5 Este. El 9.º precinto fue clasificado en el puesto 58 de 69 áreas con mayor crímenes per cápita en el 2010. En 2018, con una ratio no fatal de asaltos de 42 por cada 100 000 personas, la ratio de crímenes violentos de todo el Distrito Comunal 3 per cápita es menor al promedio de toda la ciudad. Por otro lado, 449 personas encarceladas por cada 100 000, lo que es un promedio más alto que el promedio de toda la ciudad.: 8 
El noveno precinto presenta menos criminalidad que en los años 1990. Los crímenes de todo tipo han descendido en un 79.5 % entre 1990 y 2019. El precinto reportó 3 asesinatos, 15 violaciones, 119 asaltos, 171 hurtos, 122 robos en casas, 760 hurtos mayores en el 2019.

## Bomberos

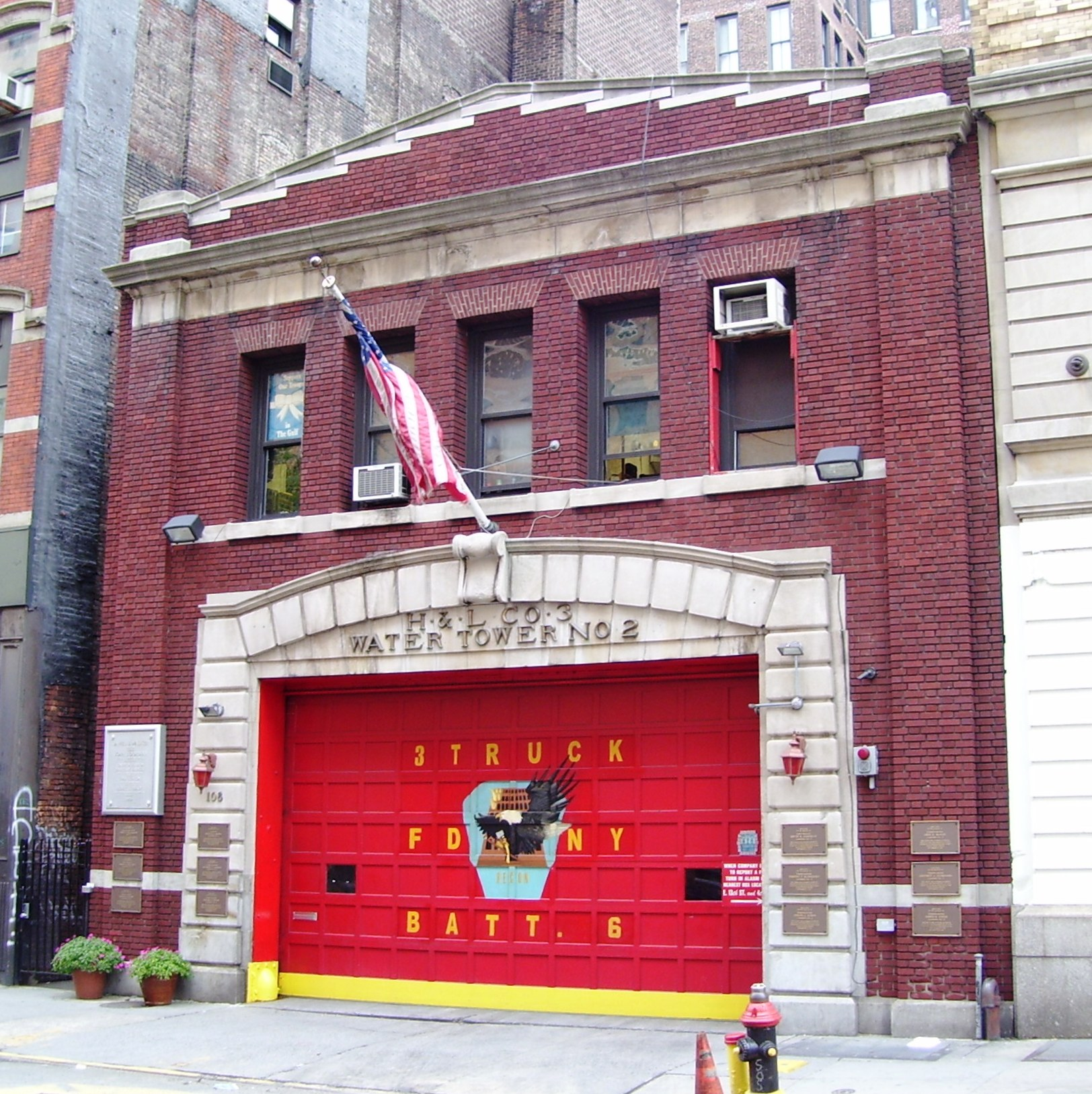
Compañía 3, Batallón 6

El East Village tiene cuatro estaciones del Departamento de Bomberos de la Ciudad de Nueva York (FDNY):
- Escalera Co. 3/Batallón 6 – 103 calle 13 Este[195]
- Bomba Co. 5 – 340 Calle 14 Este[196]
- Bomba Co. 28/Ladder Co. 11 – 222 Calle 2 Este[197]
- Bomba Co. 33/Ladder Co. 9 – 42 Calle Great Jones[198]

## Salud
Hasta 2018, los nacimientos prematuros y partos de madres adolescentes son menos comunes el East Village y el Lower East Side que en otros lugares de la ciudad. En el East Village y el Lower East Side hubo 82 nacimientos prematuros por cada 1 000 nacidos vivos (comparado con la cifra de 87 por cada 1 000 en el conjunto de la ciudad), y 10.1 partos de madres adolescentes por 1 000 nacidos vivos (comparado con el dato de 19.3 por 1 000 en toda la ciudad).: 11  El East Village y el Lower East Side tienen una baja población de personas sin seguro médico. En el 2018, se calculó que era un 11 % de la población, ligeramente menor que el promedio de la ciudad, en donde es del 12 %.: 14 
La concentración de partículas en suspensión, la forma más fatal de contaminación atmosférica, en el East Village y el Lower East Side es de 0.0089 miligramos por metro cúbico, más que el promedio de la ciudad.: 9  El 20 % de los residentes del East Village y el Lower East Side son fumadores, que es más que el promedio de la ciudad, en donde hay un 14 %.: 13  En el East Village y el Lower East Side, el 10 % de los residentes son obesos, el 11 % son diabéticos y el 22 % son hipertensos—comparado con los promedios de la ciudad del 24 %, el 11 %, y el 28 % respectivamente.: 16  Además, el 16 % de los niños son obsesos, comparado con el promedio de la ciudad, en donde esa cifra llega al 20 %.: 12 
El 88 % de los residentes comen frutas y verduras cada día, que es casi lo mismo que el promedio citadino de 87 %. En el 2018, el 70 % de los residentes describieron su salud como "buena", "muy buena" o "excelente", menos que el promedio de la ciudad, en donde se alcanza el 78 %.: 13  Por cada supermercado en el East Village y el Lower East Side, hay 18 tiendas de alimentación.: 10 
El hospital más cercano es el Beth Israel Medical Center en Stuyvesant Town, al igual que el Bellevue Hospital Center y el NYU Langone Medical Center en Kips Bay, y el NewYork-Presbyterian Lower Manhattan Hospital en el Civic Center.

## Correos y códigos ZIP

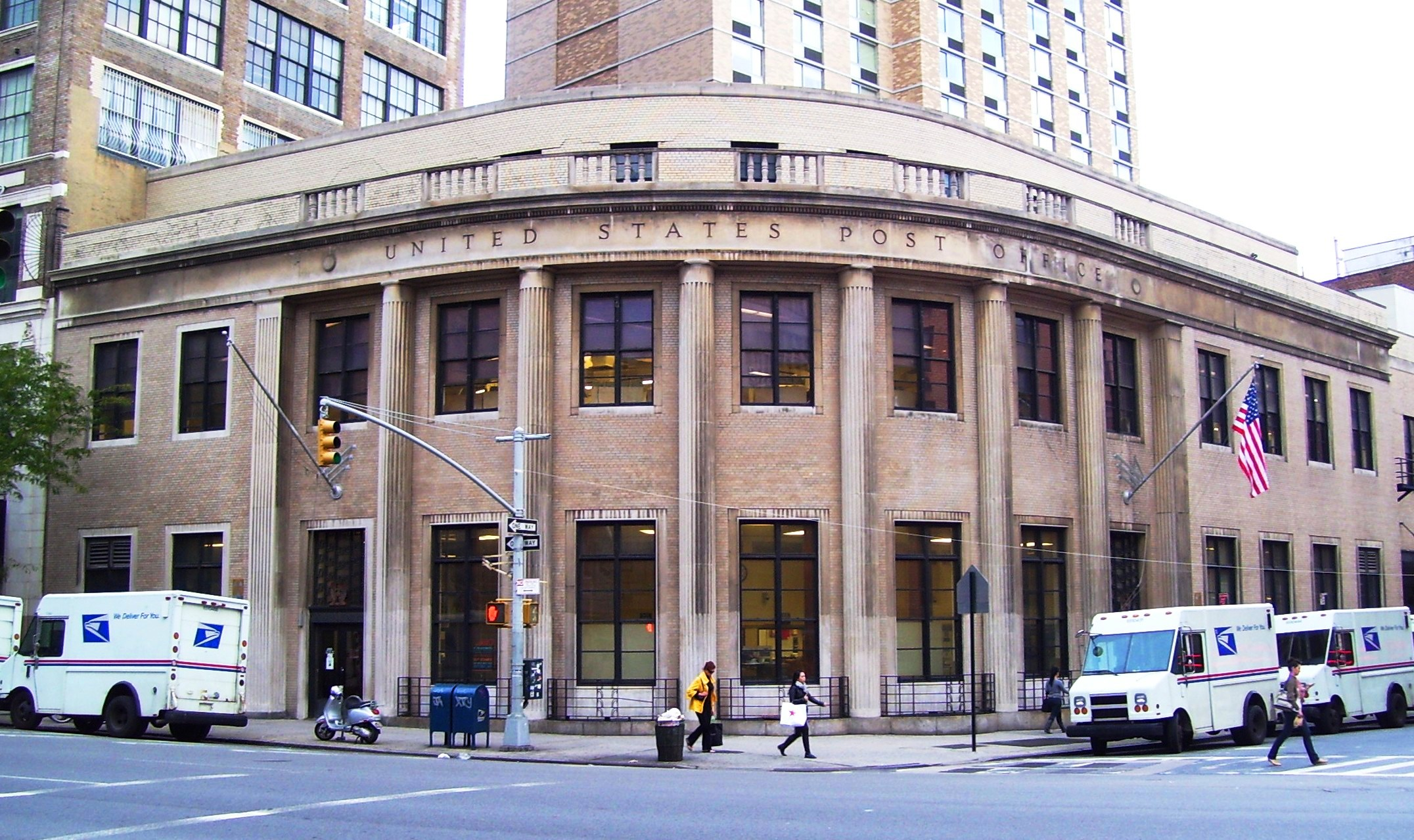
Oficina de correos de Cooper Station

El East Village se encuentra dentro del área de dos códigos ZIP. La zona al este de la Primera Avenida, incluida Alphabet City, es parte del código 10009, mientras que el área al oeste de la Primera Avenida es parte del 10003. El Servicio Postal de los Estados Unidos opera tres oficinas de correos en el East Village:
- Cooper Station – 93 de la Cuarta Avenida[202]
- Peter Stuyvesant Station – 335 de la calle 14 Este[203]
- Tompkins Square Station – 244 de la calle 3 Este[204]

## Educación
El East Village y el Lower East Side generalmente tienen una mayor ratio de residentes con estudios universitarios que el resto de la ciudad según datos del 2018. Un gran porcentaje de residentes mayores de 25 años (48 %) tienen educación universitaria o superior, mientras que el 24 % no ha concluido la educación secundaria y el 28 % son graduados de la educación secundaria o tienen algunos estudios universitarios. En contraste, el 64 % de los residentes de Manhattan y el 43 % de la ciudad tienen educación universitaria o superior.: 6  El porcentaje de estudiantes en el East Village y el Lower East Side con buenos resultados en matemáticas subió del 61 % en el 2000 a 80 % en el 2011, y en lectura se incrementó del 66 % al 68 % en los mismos años.
La ratio del East Village y el Lower East Side de absentismo en escuelas primarias es menor que en el resto de la ciudad. En el East Village y el Lower East Side, el 16 % de los estudiantes de primaria perdieron 20 o más días por año lectivo, menos que el promedio de la ciudad, en donde esto le pasó al 20 % del alumnado.: 6 : 24 (PDF p. 55)  Asimismo, el 77 % de estudiantes de secundaria en el East Village y el Lower East Side se gradúan en su momento, más que el porcentaje de la ciudad, en donde esto lo hace el 75 %.: 6 

### Escuelas
El Departamento de Educación de la Ciudad de Nueva York opera las escuelas públicas en el East Village como parte del Distrito Comunitario Escolar 1. El distrito 1 no contienen escuelas zonificadas lo que implica que los estudiantes viviendo en él pueden ir a cualquier escuela en el distrito, incluyendo aquellas que se ubican en el Lower East Side.
Las siguientes escuelas públicas se ubican en el East Village:
- PS 15 Roberto Clemente[209]
- PS 19 Asher Levy[210]
- PS 34 Franklin D Roosevelt (grades PK-8)[211]
- PS 63 STAR Academy[212]
- PS 64 Robert Simon[213]
- PS 94 (grades K-8)[214]
- PS 188 The Island School (grades PK-8)[215]
- Earth School[216]
- Neighborhood School[217]
- The Children's Workshop School[218]
- The East Village Community School[219]

Las siguientes escuelas secundarias se ubican el East Village:
- East Side Community High School (grades 6–12)[220]
- Manhattan School for Career Development (grades 9–12)[221]
- Tompkins Square Middle School (grades 6–8)[222]

La Arquidiócesis de Nueva York opera escuelas católicas en Manhattan. St. Brigid School en el East Village cerró en el 2019.
Las siguientes escuelas independientes se ubican en el East Village:
- The New Amsterdam School (Waldorf)[224]

### Bibliotecas

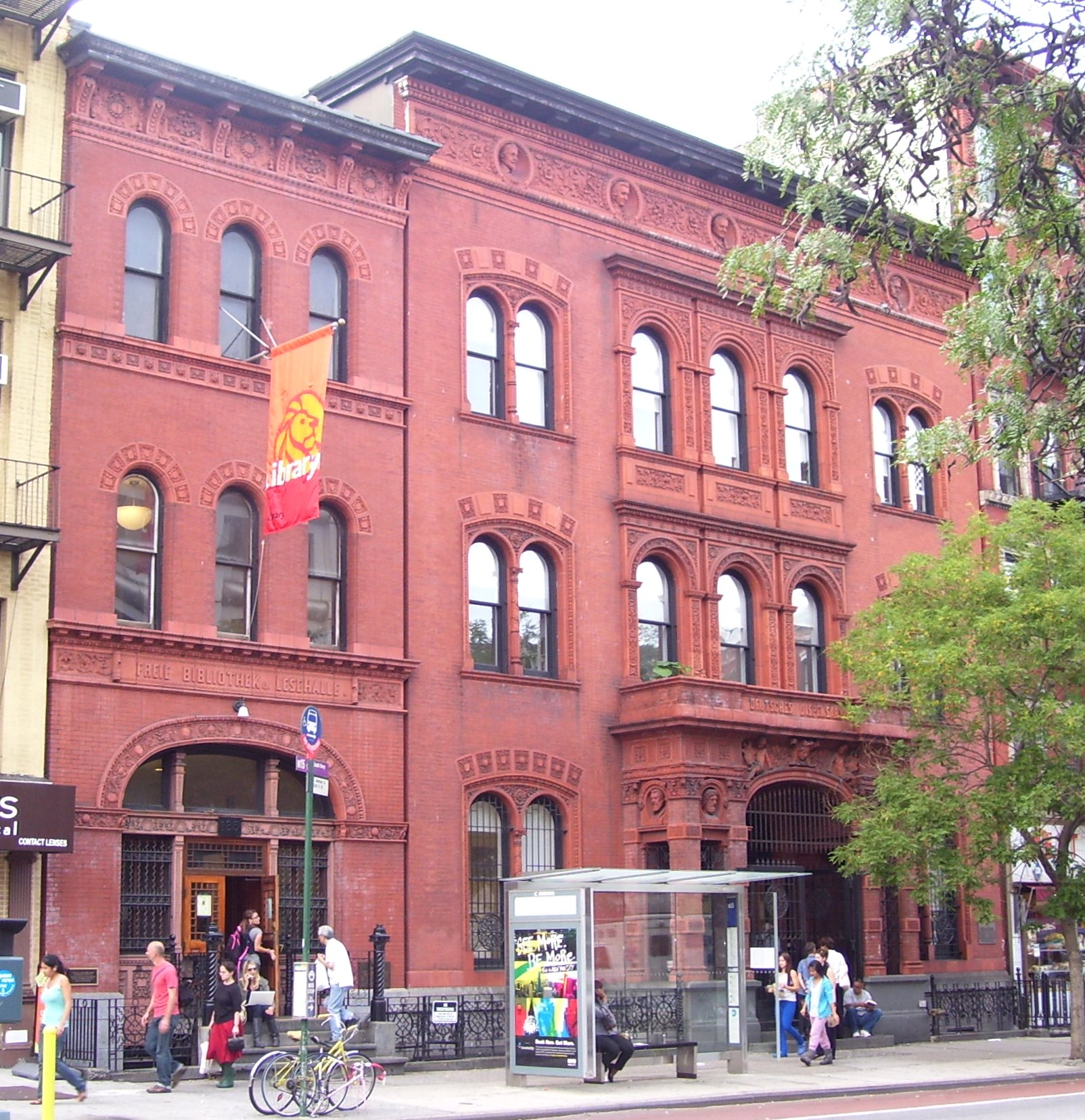
Biblioteca Pública de New York, oficina Ottendorfer

La Biblioteca Pública de Nueva York (NYPL) opera tres oficinas cerca al East Village.
- El Oficina Ottendorfer ubicado en el 135 de la Segunda Avenida. La oficina abrió en 1884 sobre un obsequio de Oswald Ottendorfer, que era el propietario del New Yorker Staats-Zeitung. La oficina Ottendorfer, diseñada en estilo Reina Ana y neorrenacentista, es un is a monumento histórico de la ciudad.[39]
- La oficina Tompkins Square se ubica en el 331 de la calle 10 Este. La biblioteca abrió en 1887 y se mudó tres veces antes de ubicarse en su actual estructura tipo biblioteca Carnegie en 1904.[225]
- La oficina Hamilton Fish Park se ubica en el 415 de la calle Houston Este. Originalmente fue construida como una biblioteca Carnegie en 1909, pero fue demolida cuando se expandió la calle Houston. La estructural actual de un solo piso fue terminada en 1960.[226]

### Universidades

#### New York University
Junto con la gentrificación, el East Village ha visto un aumento en el número de edificios pertenecientes a y administrados por la Universidad de Nueva York, principalmente dormitorios para estudiantes de pregrado, y este influjo ha dado lugar a conflictos entre la comunidad y la universidad.
La iglesia de Santa Ana, una estructura de piedra rústica con una torre de estilo neorrománico en la calle 12 este que databa de 1847 fue vendido a la NYU para dar lugar a un edificio de 26 pisos que alojaría 700 dormitorios. Luego de la protesta de la comunidad, la universidad prometió proteger y mantener la fachada original de la iglesia. Cumplió literalmente manteniendo sólo la fachada adelante del edificio que es hoy la estructura más alta en el área. De acuerdo con muchos residentes, la alteración y destrucción de edificios históricos por parte de la NYU tal como la oficina postal Peter Cooper está arruinando el paisaje físico y socio econónimico que hace que el vecindario sea tan interesante y atractivo.
La NYU ha estado frecuentemente en disputas con los residentes tanto del East como del West Villages debido a sus planes expansivos de desarrollo. La preservacionista urbana Jane Jacobs se enfrentó a la universidad en los años 1960. "Ella señaló cómo las universidades y hospitales suelen tener una especie de arrogancia que se refleja en el hecho de que piensar que es normal destruir un vecindario para satisfacer sus necesidades", dijo Andrew Berman de la Sociedad para la Preservación Histórica de Greenwich Village.

#### Cooper Union
La Cooper Union for the Advancement of Science and Art, fundada en 1859 por el empresario y filántropo Peter Cooper y ubicada en Cooper Square, es una de las universidades más selectivas en el mundo, y antiguamente ofrecía carreras gratuitas de ingeniería, arte y arquitectura. Su Gran Salón es una famosa plataforma de discursos históricos, principalmente el discurso en Cooper Union de Abraham Lincoln, y su nuevo edificio académico es el primero en Nueva York de obtener la categoría Platinum en Liderazgo en Energía y Diseño Ambiental (LEED).

## Transporte
Las estaciones del Metro de Nueva York más cercanas son Segunda Avenida (líneas F and <F>), Astor Place (líneas 6 y <6>), Calle 8 - New York University (líneas N, R, y W), y Primera Avenida (línea L). Las rutas de buses que sirven esta área son las M1, M2, M3, M8, M9, M14A, M14D, M15, M15 SBS, M21, M101, M102 y M103.

## Medios de comunicación
Noticias Locales
- East Village Feed
- The East Villager
- The Village Voice
- The Villager

Radio
- East Village Radio

Televisión
- Obscura Antiques & Oddities, principal escenario de Oddities[240]